# Epoca victoriană

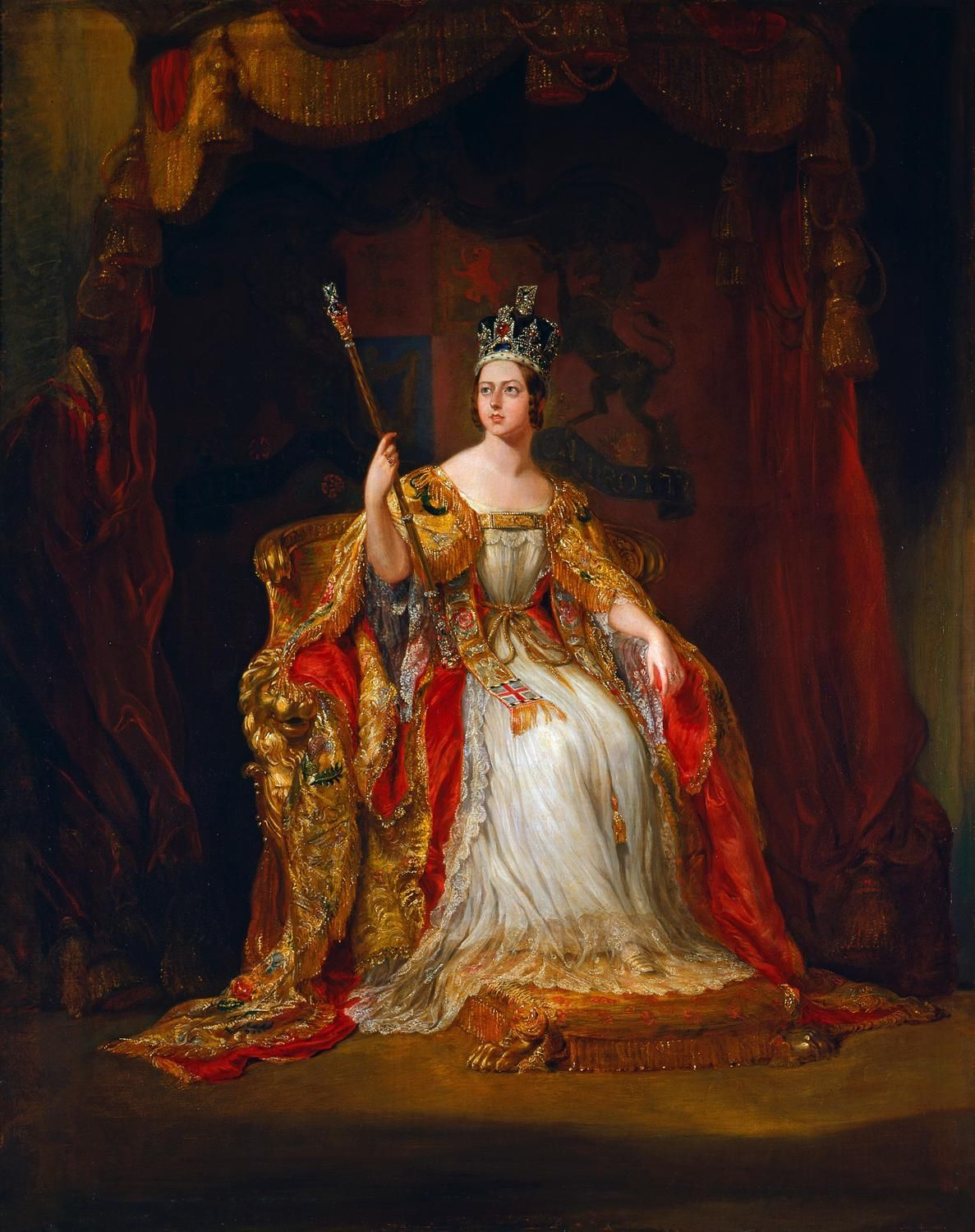
Portretul incoronarii Reginei Victoria - Hayter, 1838

În istoria Regatului Marii Britanii, Epoca Victoriană a fost perioada domniei reginei Victoria a Regatului Unit, din 20 iunie 1837 până la moartea ei de pe 22 ianuarie 1901.  Epoca Victoriană a fost precedată de Epoca Georgiană și a fost succedată de Epoca Eduardiană. Epoca Victoriană s-a suprapus cu o parte a Belle Époque din Franța.  În termeni de sensibilități morale și reforme politice, perioada a început odată cu adoptarea  Legii Reformei din 1832.  
A existat o puternică forță religioasă pentru standardele morale superioare conduse de bisericile  neconformiste , cum ar fi cea  metodista  și aripile evanghelice ale Bisericii Anglicane. Standardele morale s-au îmbunătățit foarte dramatic, în special pentru clasa de mijloc. Perioada a fost pașnică în cadrul relațiilor internaționale ale marilor puteri (1814-1919), cu doar un singur război din Crimeea. Marea Britanie s-a bucurat de o superioritate navală puternică, devenind liderul mondial în domeniul producției, finanțelor, căilor ferate, transportului maritim și antreprenoriatului. Marea Britanie s-a angajat într-o expansiune imperială globală, în special în Asia și Africa,   imperiul britanic devenind cel mai mare imperiu din istorie. Încrederea națională în sine a atins  maximul istoric.

Ideologic, Epoca Victoriană a asistat la rezistență raționalismului ce a definit Epoca Georgiana și la amploarea romanticismului și al misticismului cu privire la religie, valorile sociale și arte.
Pe plan intern, agenda politică devenise liberalizată, fiind tot mai direcționată spre politici și mișcări graduale de reformizare a societății și al  industriei.  Populația Angliei și a Țării Galiilor  s-a dublat, crescând de la 16,8 milioane în 1851 la 30,5 milioane în 1901.  
Populația Scoției a crescut de la 2,8 milioane în 1851 la 4,4 milioane în 1901.  În Irlanda, populația a scăzut dramatic de la 8,2 milioane în 1841 la 4,5 milioane în 1901, datorită marei migrații și al foametei mari.   
Între anii 1837 și 1901, 15 milioane de britanici au emigrat din Marea Britanie spre Statele Unite, Canada, Africa de Sud, Noua Zeelandă și Australia. 
Două partide politice principale s-au luptat pentru supremația Parlamentului britanic :  Partidul Whig (liberalii) și  Partidul Torries  (conservatorii ), ca ulterior,  un nou partid să intre în cursa politică,  Partidul Laburist (socialiștii).  Aceste partide au fost conduse de oameni de stat recunoscuți , precum William Lamb- Lordul Melbourne, Sir Robert Peel,  Edward Smith-Stanley - conte de  Derby, Henry John Temple- Lord Parmerston,  Benjamin Disraeli, William Gladstone și Robert Cecil, marchiz de Salisbury.   Problema Irlandeză a devenit o preocupare principală a  politicienilor britanici, în special viziunea lui Gladstone, determinat să obțină o reglementare politică în Irlanda.

## Terminologie și Periodizare

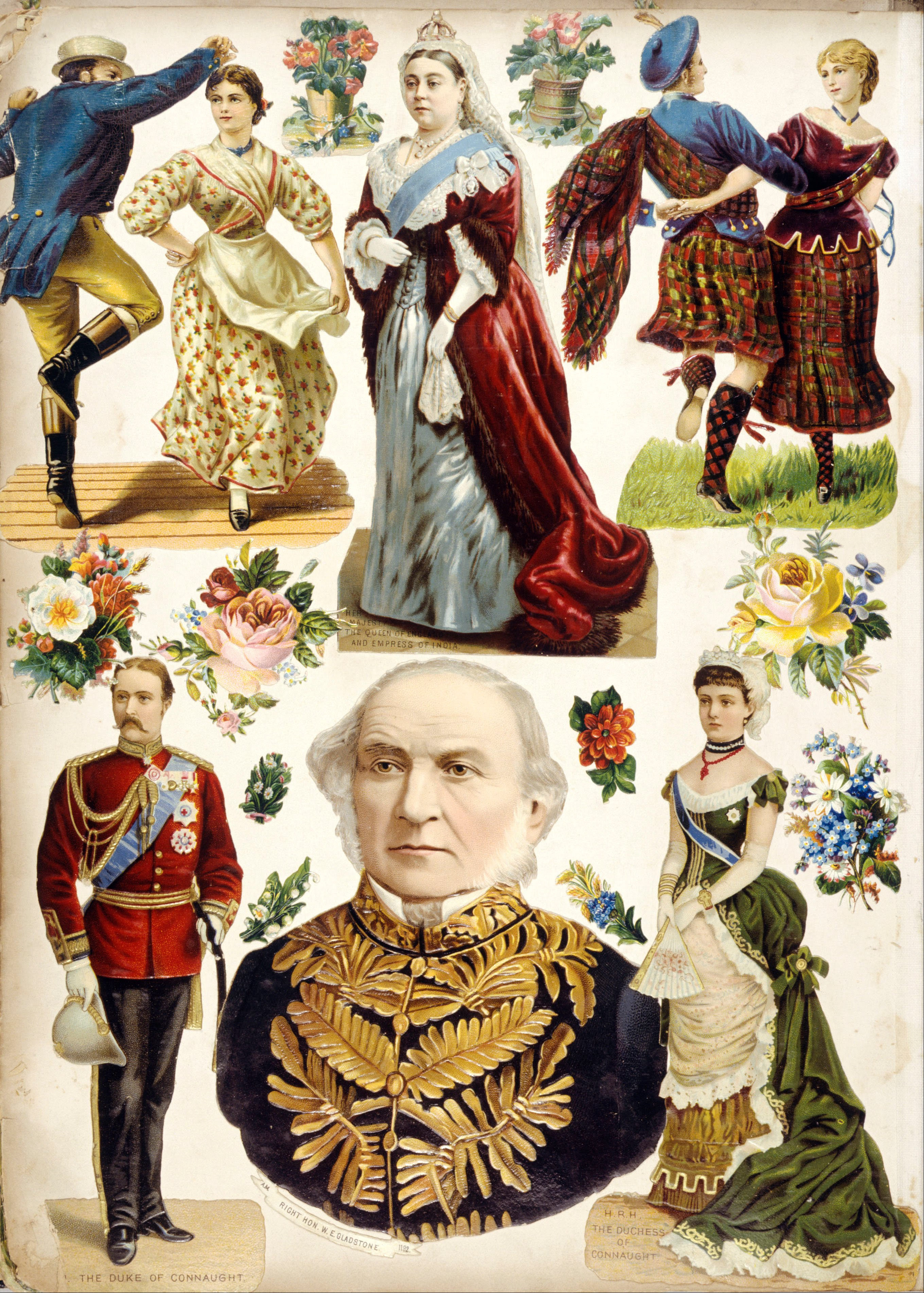
Afis reprezentativ al Epocii Victoriene

Istoriografic, Epoca Victoriană a acoperit durata domniei reginei Victoria , de la încoronarea   de pe 20 iunie 1837 până la moartea acesteia de pe 22 ianuarie 1901, fiind succedată de cel mai mare fiu al ei, Eduard al VII-lea. Domnia ei a durat 63 de ani și 7 luni, fiind cea mai îndelungată domnie de până atunci din istoria Marii Britanii.  
Termenul de "Victorian" a fost în uz contemporan pentru a descrie epoca.    
Epoca a fost înțeleasă ca o perioadă ce a posedat sensibilități și caracteristici distincte, caz în care câteodată data de începere al acesteia e plasată dinainte de începerea domniei reginei Victoria, de la agitația politică din anii 1830 culminată cu Legea Reformei din 1832, introducând schimbarea sistemului electoral în Anglia și Țara Galilor. Definițiile atribuite epocii pentru sensibilități și politici distincte au creat un val de scepticism privind valoarea termenului "Victorian".  
Autorul  Michael Sadleir  a insistat că  Epoca Victoriană este alcătuită din trei perioade, nu una.    El a împărțit-o în Perioada Victoriană Timpurie  caracterizată că fiind o perioada turbulentă politic (anii 1837-1850), Perioada Victoriană Mijlocie  caracterizată că fiind un amestec de prosperitate, prudență internă și satisfacție (1851-1879),  și Perioada Victoriană Târzie (1880-1901), perioada în care iau amploare curente precum Estetismul și Imperialismul.   

## Demografia

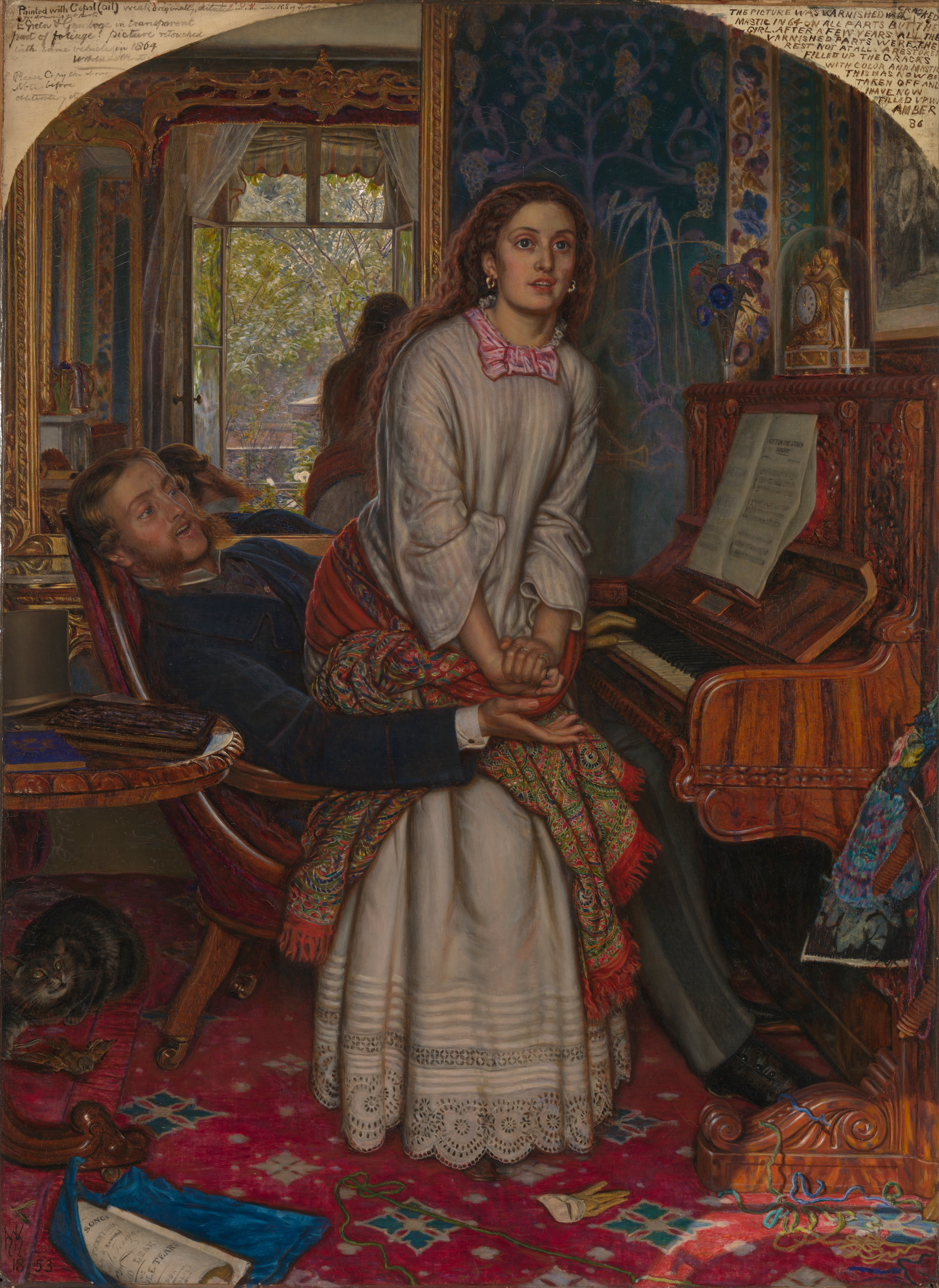
Cuplu victorian

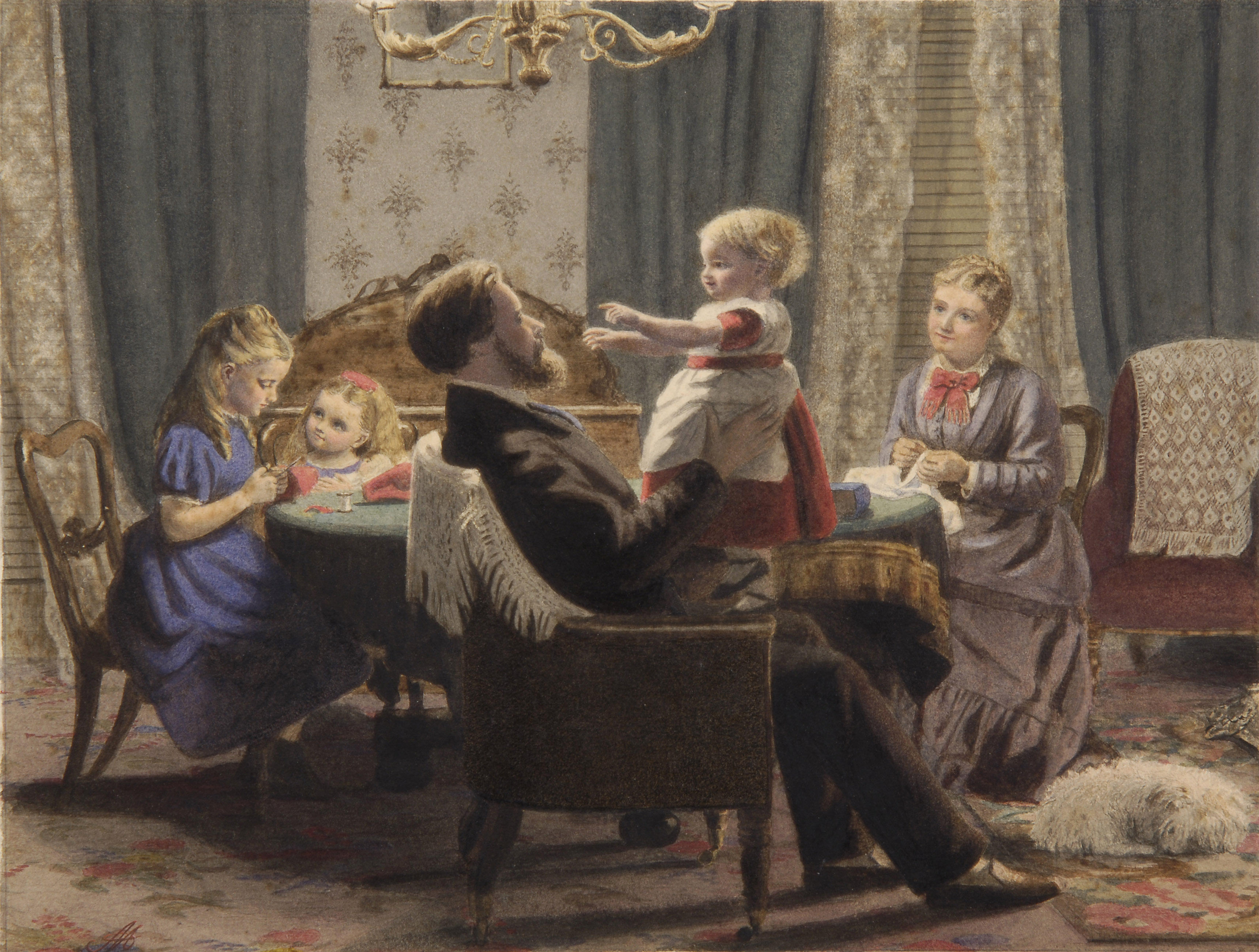
Familie victoriana

Era victoriană a fost o perioadă de creștere fără precedent a populației în Marea Britanie. Populația a crescut de la 13,9 milioane în 1831 la 32,5 milioane în 1901. Doi factori importanți au fost factorii de fertilitate și ratele de mortalitate. Marea Britanie a fost prima țară care a fost supusă tranziției demografice și revoluțiilor agricole și industriale.
Marea Britanie a fost prima în creșterea rapidă a economiei și a populației. La vremea respectivă, Thomas Malthus credea că această lipsă de creștere în afara Marii Britanii se datorează "capcanei malthusiene". Aceasta este tendința populației de a se extinde geometric, în timp ce resursele au crescut mai lent, ajungând la o criză (cum ar fi foamete, războaie sau epidemii), ceea ce ar reduce populația la o dimensiune durabilă. Marea Britanie a scăpat de "capcana malthusiană", deoarece Revoluția Industrială a avut un impact pozitiv asupra nivelului de trai.  Oamenii aveau mai mulți bani și-și puteau îmbunătăți standardele; prin urmare, creșterea populației a fost durabilă.

### Ratele de fertilitate
În epoca victoriană, ratele de fertilitate au crescut în fiecare decadă până în 1901.  Au existat mai multe motive pentru acest lucru. Una este biologică: cu o îmbunătățire a nivelului de trai, o proporție mai mare de femei au fost mai biologic capabile să aibă copii. O altă explicație posibilă este cea socială. În secolul al XIX-lea, rata căsătoriei a crescut, iar oamenii s-au căsătorit de la o vârstă fragedă până la sfârșitul secolului, când vârsta medie a căsătoriei a început să crească din nou încet. Motivele pentru care oamenii s-au căsătorit mai tineri și mai frecvent sunt nesigure. O teorie este că o mai mare prosperitate a permis oamenilor să finanțeze căsătoria și gospodăriile noi mai devreme decât era posibil anterior. Cu mai multe nașteri în cadrul căsătoriei, pare inevitabil ca ratele de căsătorie și ratele nașterilor să crească împreună.
Rata nașterii a fost măsurată inițial prin "rata nașterii brute" - nașteri pe an împărțite la populația totală. Aceasta este într-adevăr o măsură brută, deoarece grupurile cheie și ratele lor de fertilitate nu sunt clare. Este probabil să fie afectată în principal de schimbările în distribuția pe vârste a populației. Rata de reproducere netă a fost apoi introdusă ca o măsură alternativă: ea măsoară rata medie de fertilitate a femeilor în vârstă fertilă.
Ratele de naștere ridicate au avut loc și din cauza lipsei controlului nașterii. Femeile nu aveau cunoștințe despre metodele anticonceptionale, iar practica era văzută ca nerespectabilă.  Scăderea ratei de fertilitate la începutul secolului al XX-lea a fost în principal rezultatul câtorva mari schimbări: disponibilitatea unor forme de control al nașterilor și schimbarea atitudinii oamenilor față de sex  .

### Rata mortalitatii

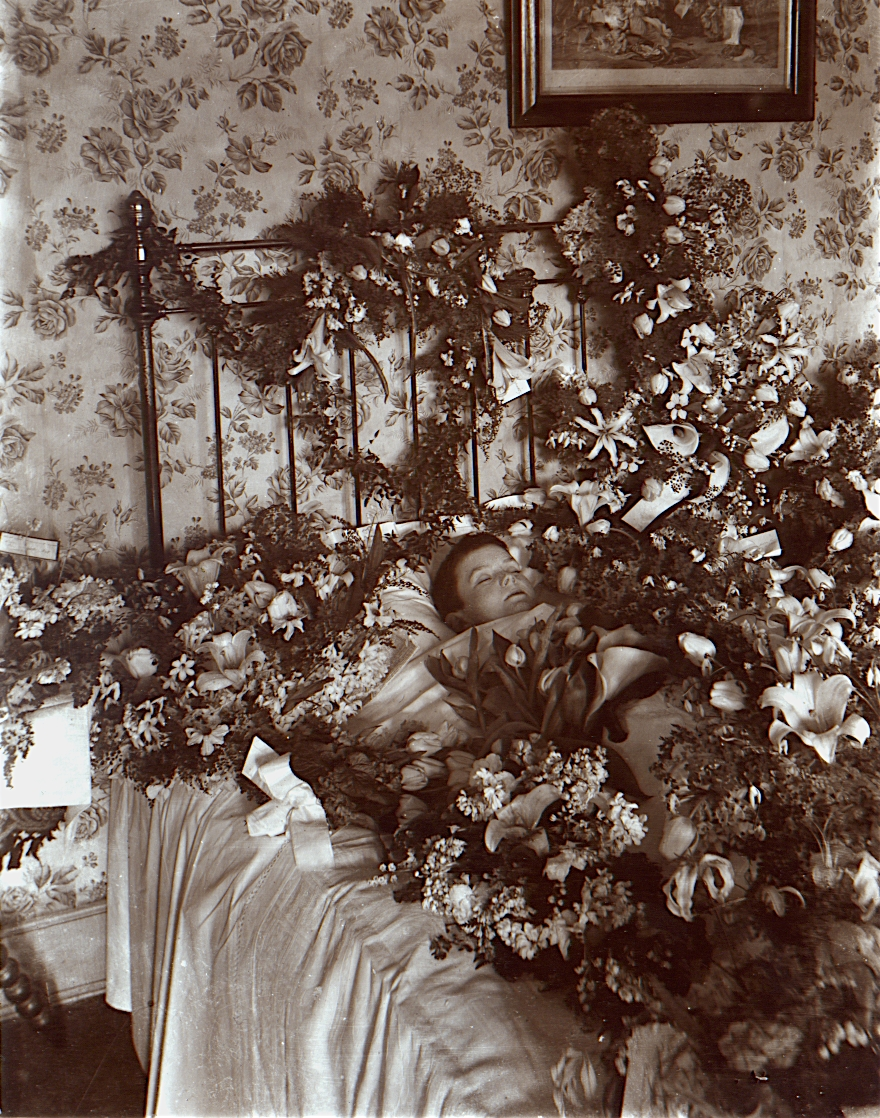
Un copil mort fotografiat - In Anglia Victoriana devenise populara fotografia post-mortem

Ratele mortalității în Anglia s-au schimbat foarte mult în secolul al XIX-lea. Nu a existat nici o epidemie sau foamete catastrofale în Anglia sau Scoția în secolul al XIX-lea - acesta a fost primul secol în care o epidemie majoră nu a avut loc în întreaga țară, iar decesele la 1000 de locuitori pe an în Anglia și Țara Galilor au scăzut de la 21,9  prin 1848-54 la 17 în 1901  .   Clasa socială a avut un efect semnificativ asupra ratelor mortalității: clasele superioare aveau o rată mai mică de deces prematur la începutul secolului al XIX-lea, comparativ cu clasele mai sărace.  
Standardele de mediu și sănătate au crescut pe tot parcursul erei victoriene; ameliorarea hranei poate avea un rol, deși importanța acestui lucru este dezbătută  . S-au îmbunătățit lucrările de canalizare, precum și calitatea apei potabile. Cu un mediu mai sănătos, bolile au fost evitate mai ușor și nu s-au răspândit la fel de mult. Tehnologia s-a îmbunătățit deoarece populația avea mai mulți bani pentru a cheltui pe tehnologia medicală (de exemplu, tehnici de prevenire a decesului la naștere, astfel încât au supraviețuit mai multe femei și copii), ceea ce a condus, de asemenea, la un număr mai mare de boli ce puteau fi vindecabile. Cu toate acestea, a avut loc o epidemie de holeră la Londra în 1848-49, care a ucis 14.137 de persoane, iar alta în 1853 a ucis 10.738. Reformatorii s-au grăbit să finalizeze un sistem modern de canalizare din Londra.   Tuberculoza (răspândita în locuințele aglomerate), bolile pulmonare din mine și tifosul au rămas comune.

## Industria

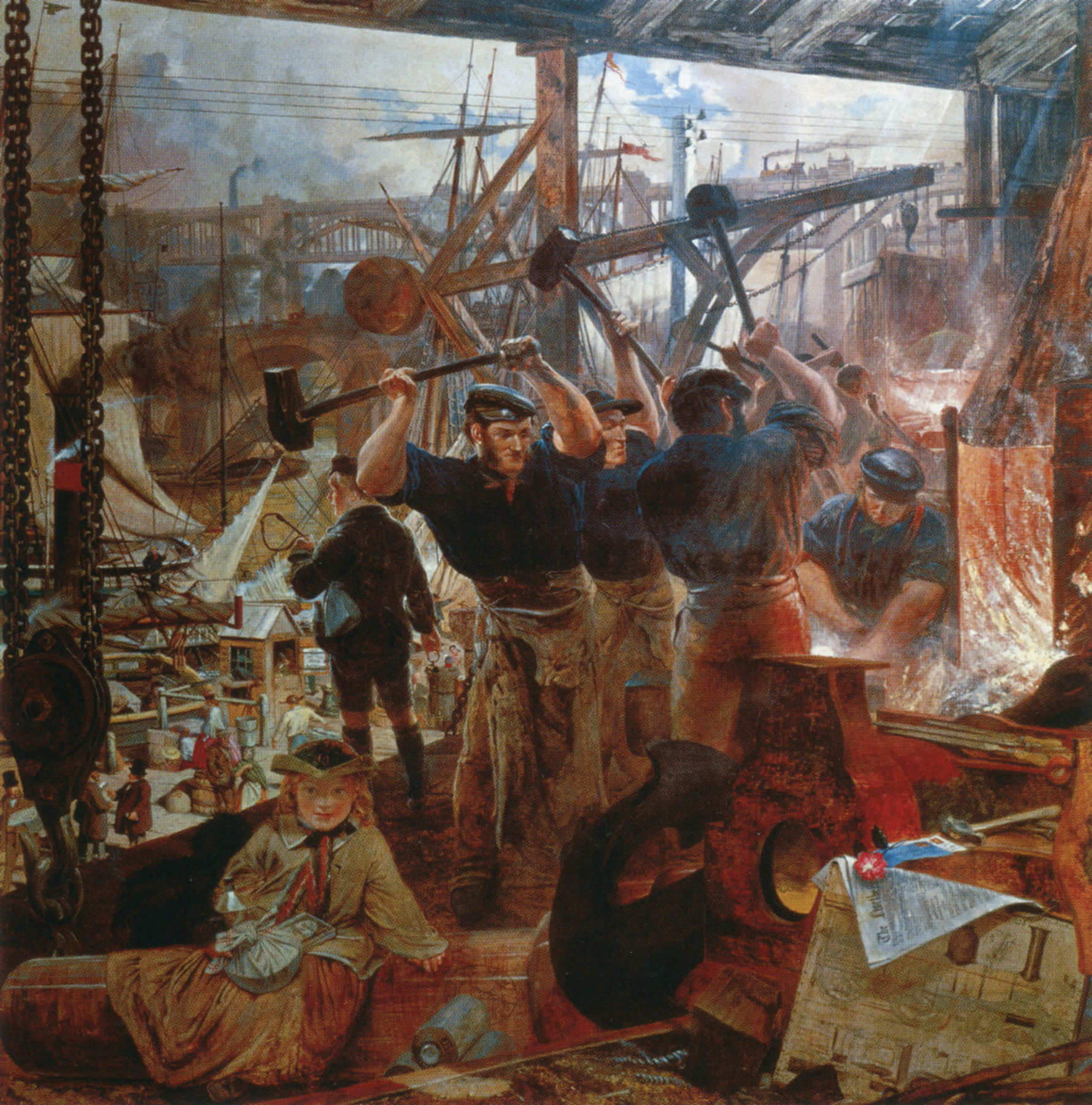
William Bell Scott - Fier si Carbune

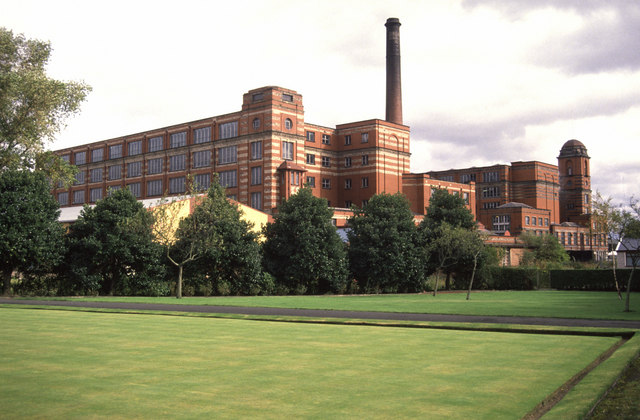
Fabrica din Manchester

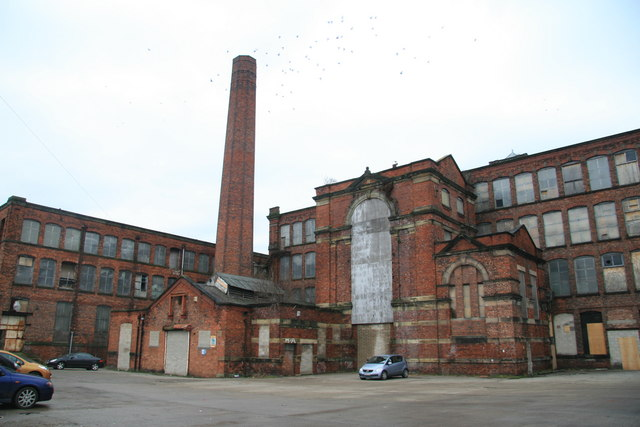
Western Mills, Wigan

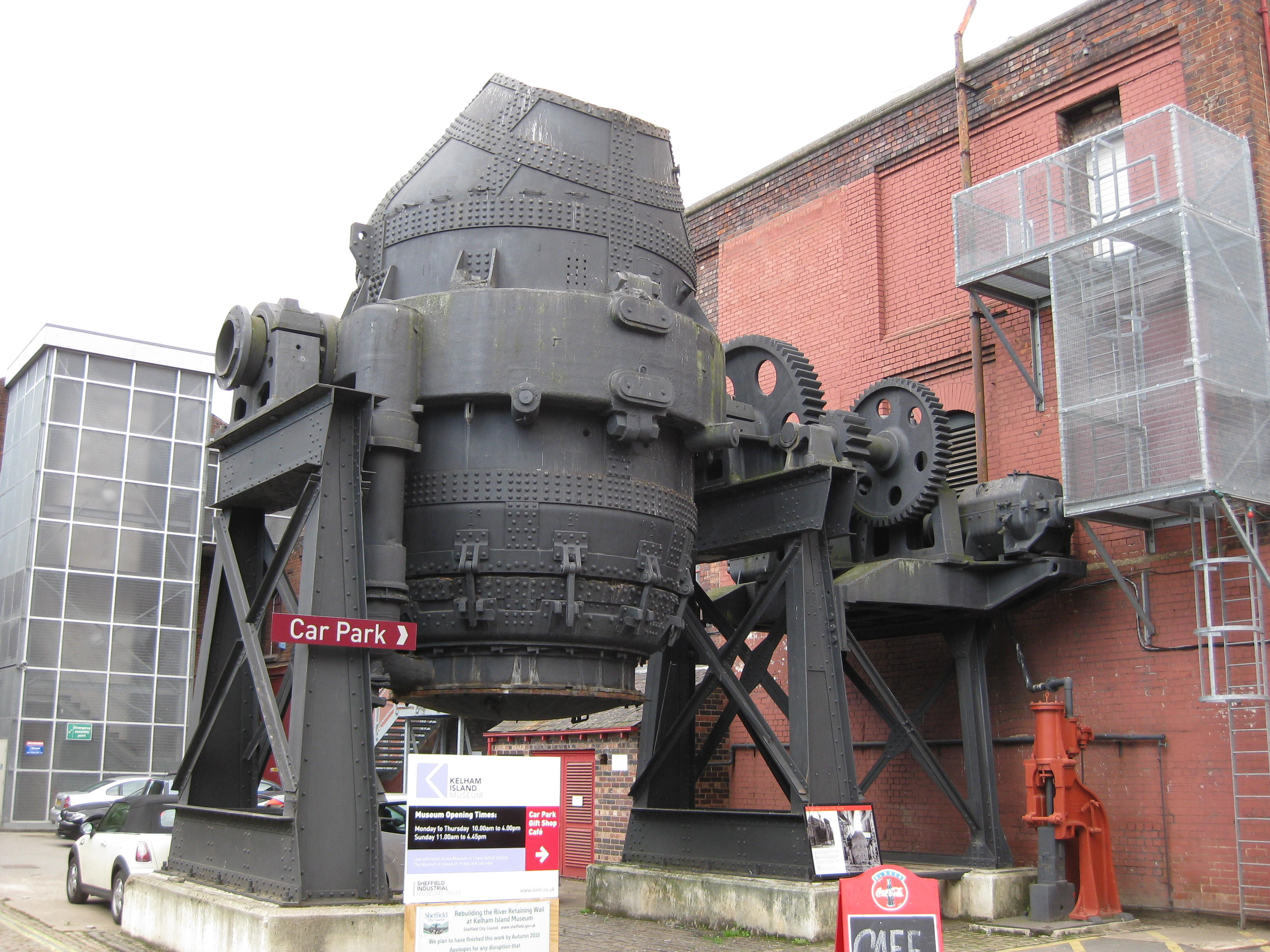
Model de furnal Bessemer

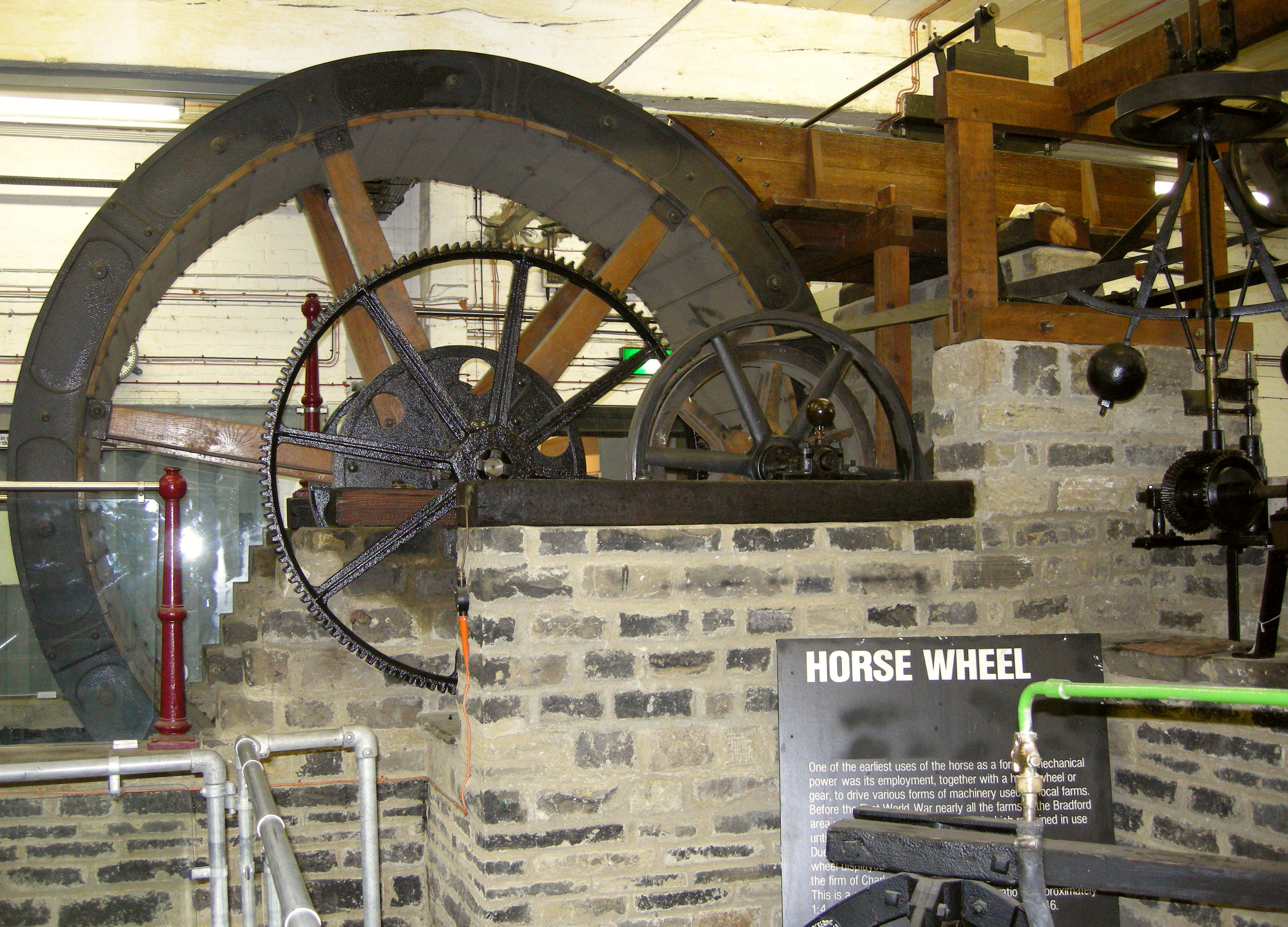
Roata de apă în sala motoarelor de la Bradford Industrial Museum

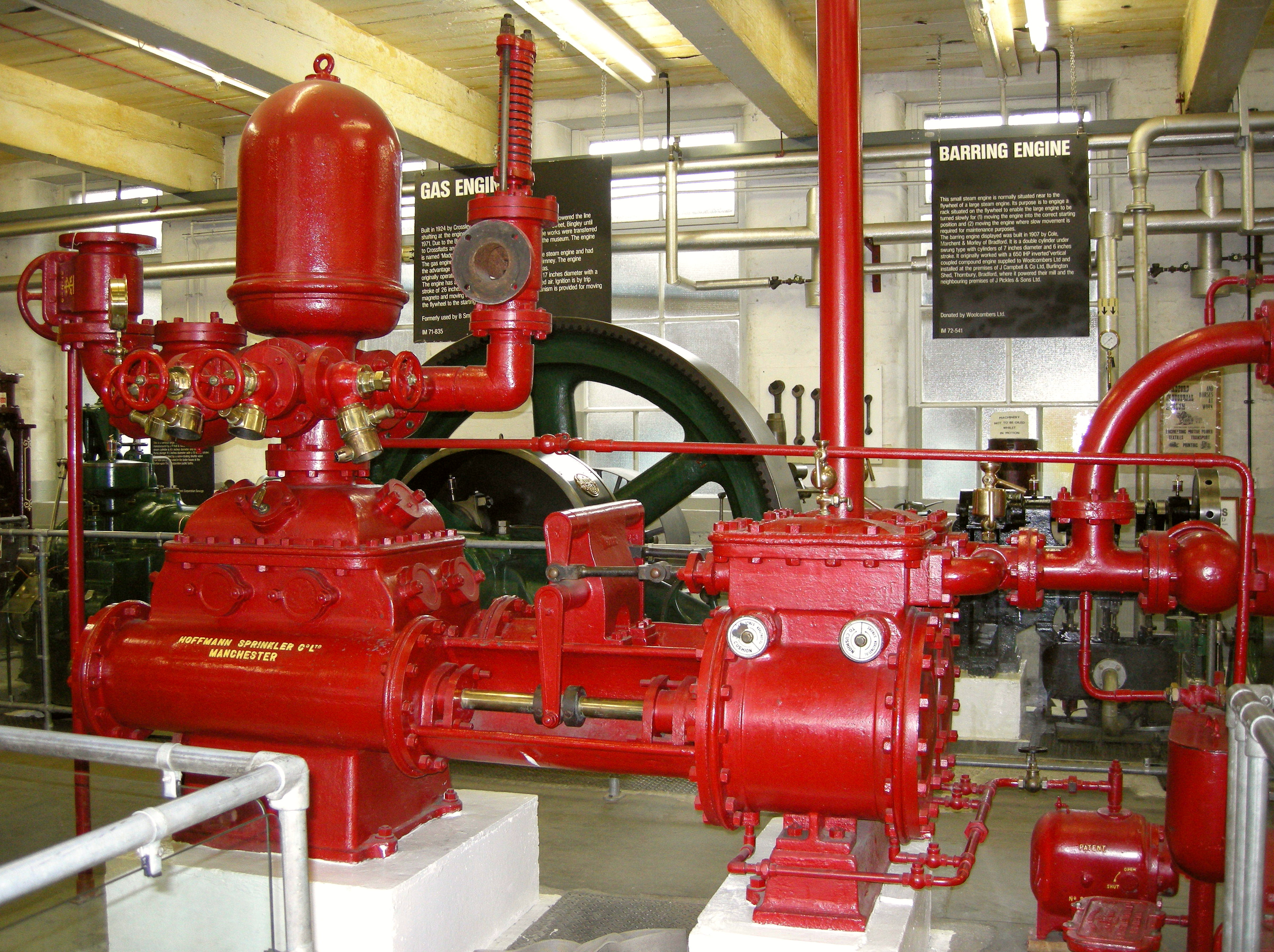
Stropitoare Hoffman în sala de motoare de la Muzeul Industrial Bradford

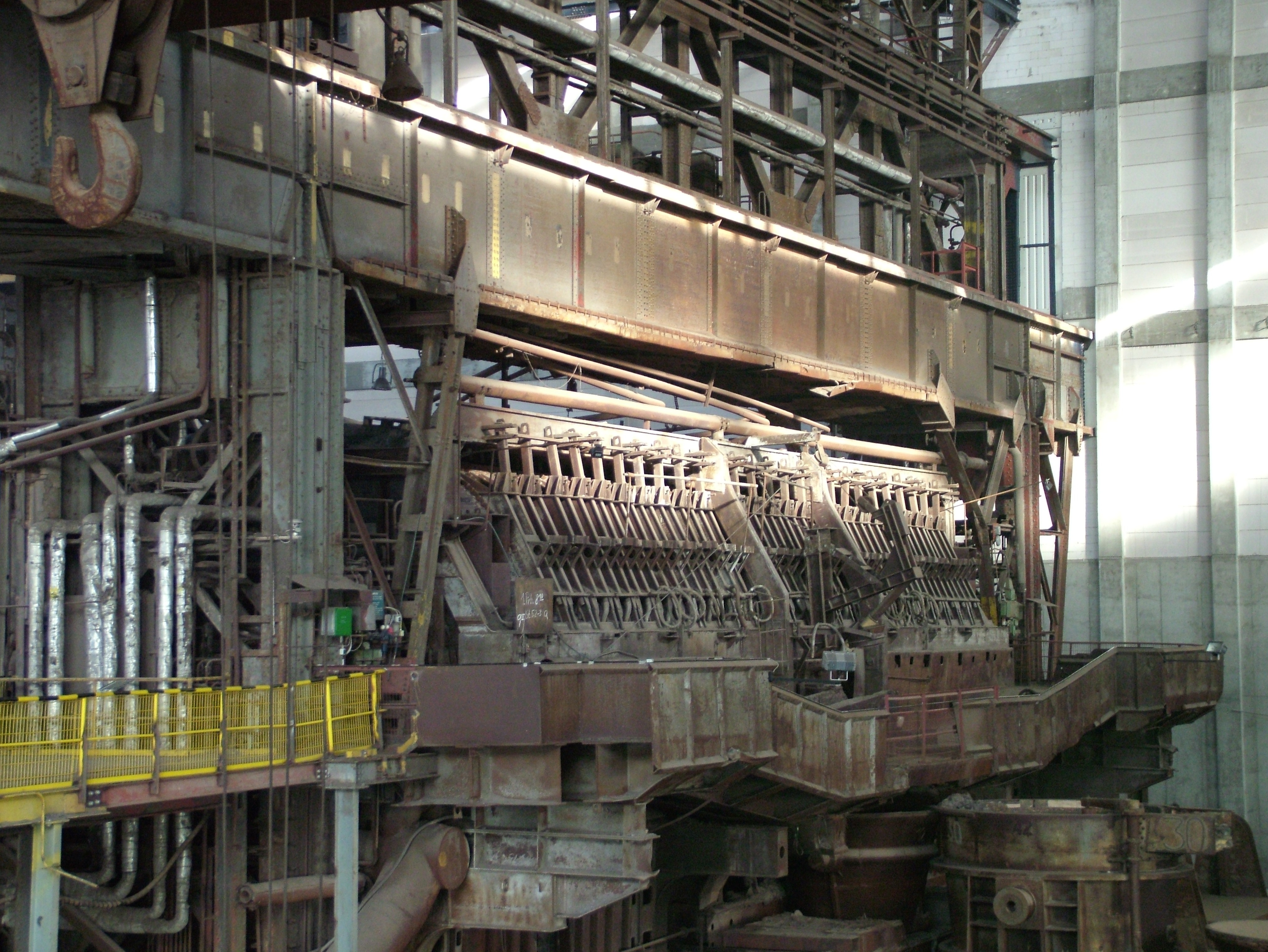
Otel Siemens-Martin din Brandenburg

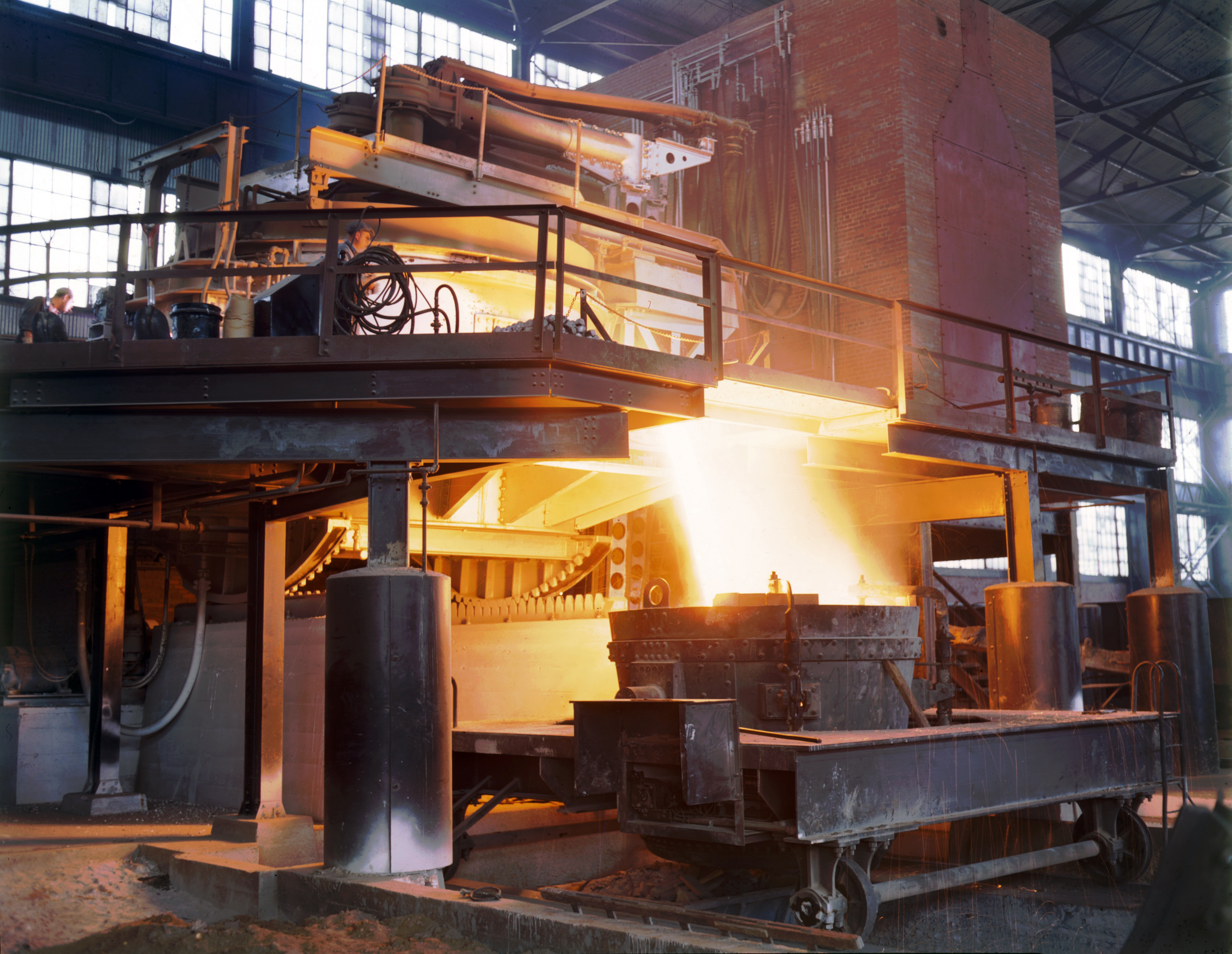
Turnarea otelului

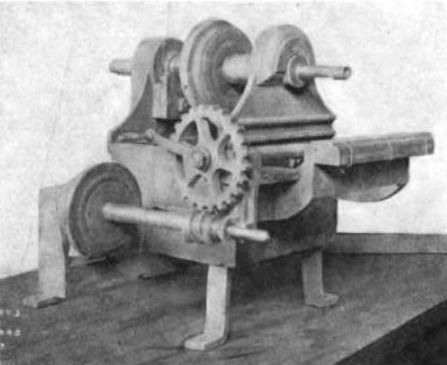
Mașină de frezat a lui Eli Whitney

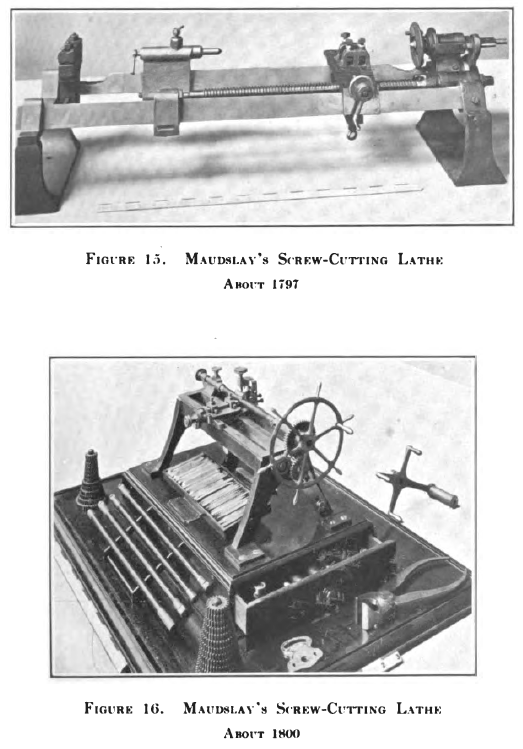
Strunguri de strunjire a lui Henry Maudslay

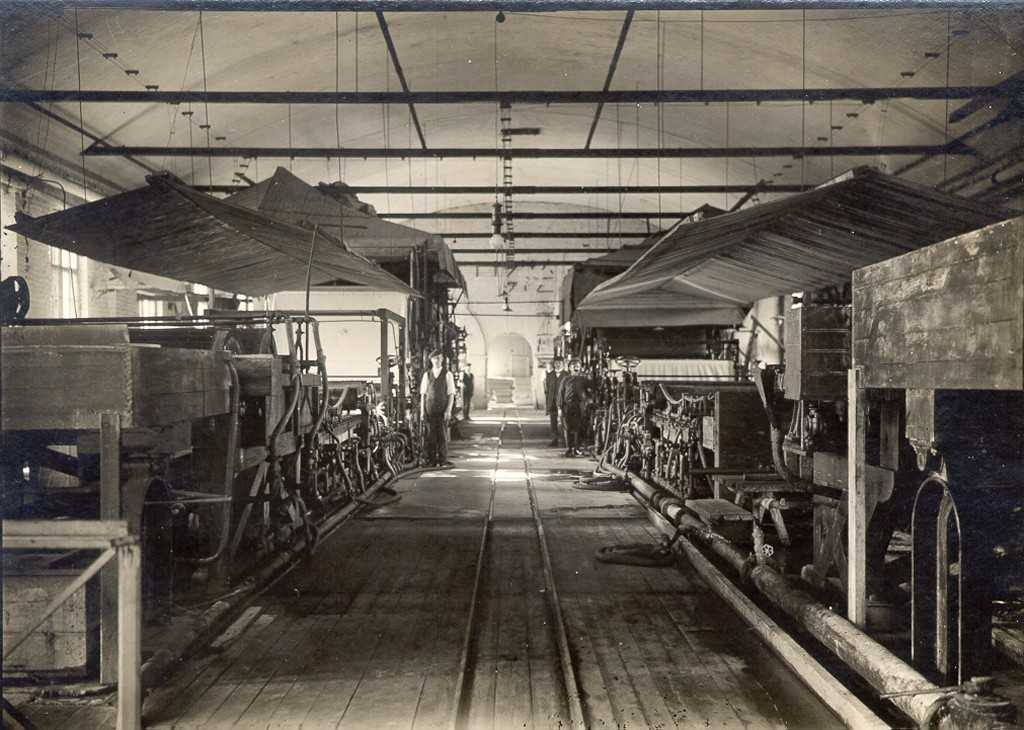
Masina de fabricat hartie

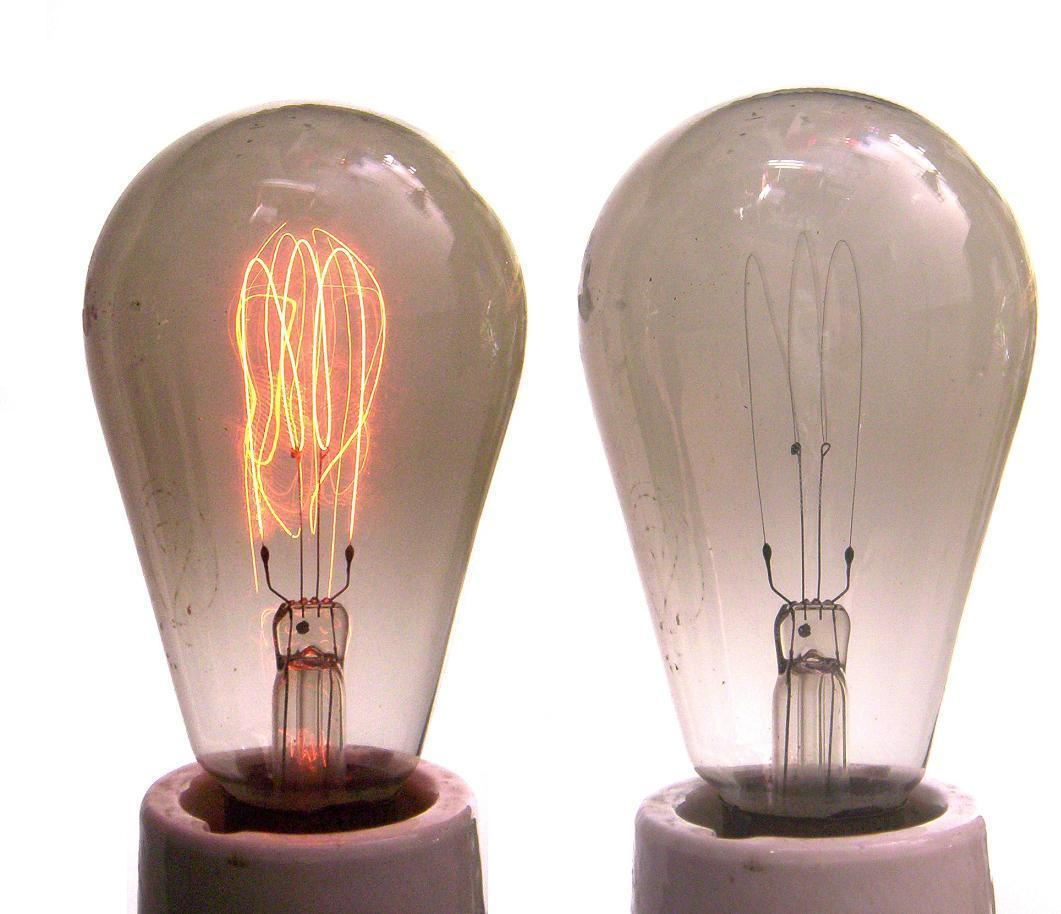
Bec incandescent

### Metalurgia
A doua revoluție industrială, cunoscută și ca Revoluția tehnologică, a fost o fază de industrializare rapidă în ultima treime a secolului al XIX-lea și începutul secolului al XX-lea. Prima revoluție industrială, care s-a încheiat la începutul anilor 1800, a fost punctată de o încetinire a macroinvențiilor înaintea celei de-a doua revoluții industriale din 1870. Deși o serie de evenimente caracteristice pot fi urmărite pentru inovațiile anterioare din industria prelucrătoare, cum ar fi înființarea  industriei  mașinăriilor, dezvoltarea metodelor de fabricare a pieselor interschimbabile și inventarea procesului Bessemer pentru producerea oțelului, a doua revoluție industrială  a durat între 1870 și 1914 (începutul primului război mondial).
Progresele în tehnologia de fabricație și producție au permis adoptarea la scară largă a sistemelor tehnologice preexistente, cum ar fi rețelele de telegrafie și feroviare, alimentarea cu gaz și apă și sistemele de canalizare, care anterior fuseseră concentrate în câteva orașe selectate. Extinderea enormă a liniilor feroviare și telegrafice după 1870 a permis o mișcare fără precedent a oamenilor și a ideilor, care au culminat cu un nou val de globalizare. În aceeași perioadă au fost introduse noi sisteme tehnologice, cea mai importante fiind energia electrică și telefonia. A doua revoluție industrială a continuat în secolul XX cu electrificarea timpurie a fabricilor și a liniei de producție și s-a încheiat la începutul primului război mondial.
O sinergie între fier și oțel, a căilor ferate și cărbune  a  fost dezvoltată la începutul celei de-a două revoluții industriale. Căile ferate au permis transportul ieftin de materiale și produse, ceea ce la rândul lor au dus la construirea șinelor ieftine pentru a construi mai multe drumuri. De asemenea,  locomotivele cu aburi au beneficiat de alimentarea cu  cărbune ieftin.  
Tehnica "Hot Blast" ,   în care gazul  fierbinte dintr-un cuptor de furnal este utilizat pentru preîncălzirea aerului de combustie suflat într-un cuptor de furnal, a fost inventat și patentat de James Beaumont Neilson în 1828 la Wilsontown Ironworks din Scoția. A fost cel mai important pas pentru eficientizare  deoarece a redus considerabil consumul de combustibil pentru fabricarea fontei și a fost una dintre cele mai importante tehnologii dezvoltate în timpul Revoluției Industriale . Scăderea costurilor pentru producerea fierului a coincis cu apariția căii ferate în anii 1830, dar și numeroasele dificultăți care pot duce la defecțiuni. 
Edward Alfred Cowper a dezvoltat soba Cowper în 1857.  Acest sobă era construită din cărămizi fierbinți, utilizată ca mediu de stocare, rezolvând probleme precum crăparea. Soba Cowper a fost capabilă să producă căldură mare, ceea ce a dus la un debit foarte mare de furnale. Soba Cowper este încă  folosită în furnalele de astăzi.
Cu costul  redus de producere a fontei sau al fierului forjat , cererea a crescut dramatic, la fel și dimensiunile furnalelor.

La sfârșitul anilor 1850, Henry Bessemer a inventat un nou procedeu de fabricare a oțelului cu conținut foarte scăzut de carbon, la care se sufla aer prin fonta brută topită. Acest progres a dus la diminuarea treptată a producției de fier forjat.
A sporit amploarea și viteza de producție a acestui material vital, scăzând cerințele de muncă. Principiul cheie a fost îndepărtarea excesului de carbon și a altor impurități din fontă prin oxidare cu aer suflat prin fierul topit. Oxidarea ridică, de asemenea, temperatura masei de fier și o menține topită.
Procesul  Bessemer a avut o limitare gravă prin faptul că a necesitat  minereu  din  hematit  , care are un conținut scăzut de fosfor. Sidney Gilchrist Thomas a dezvoltat un proces mai sofisticat pentru a elimina fosforul din fier. Colaborând cu vărul său, Percy Gilchrist, un chimist la Ironworks din Blaenavon, Țara Galilor, și-a brevetat procesul în 1878;  Bolckow Vaughan & Co. din Yorkshire a fost astfel prima companie care a folosit acest proces brevetat. Procesul său a fost deosebit de valoros pe continentul european, unde proporția de fier fosforic a fost mult mai mare decât în Anglia, iar atât în Belgia, cât și în Germania, numele inventatorului a devenit mai cunoscut decât în propria sa țară.  
Următorul mare progres în realizarea oțelului a fost procesul Siemens-Martin. Sir Carl Wilhelm Siemens, cunoscut pentru dezvoltarea cuptorului regenerativ și a pirometrului electric în anii 1850, p a pretins în 1857 că a reușit să recupereze suficientă căldură pentru a economisi 70-80% din combustibil. Cuptorul funcționează la o temperatură ridicată prin preîncălzirea regenerativă a combustibilului și aerului pentru ardere. Prin această metodă, un cuptor cu vată deschisă poate atinge temperaturi destul de ridicate pentru a topi oțelul, dar Siemens nu l-a folosit inițial în acest mod.
Inginerul francez Pierre-Émile Martin a fost primul care a obținut o licență pentru folosirea cuptorului Siemens și a aplicat-o pentru producția de oțel în 1865. Procesul Siemens-Martin a completat mai degrabă decât a înlocuit procesul Bessemer. Principalele sale avantaje au fost faptul că nu a expus oțelul la azot excesiv (ceea ce ar determina oțelul să devină fragil), fiind mai ușor de controlat și că permitea topirea și rafinarea unor cantități mari de oțel, reducând costurile de producție a oțelului și reciclarea unui material rezidual altminteri. A devenit principalul proces de fabricare a oțelului până la începutul secolului al XX-lea.
Disponibilitatea oțelului ieftin a permis construcția de poduri mai mari, căi ferate, zgârie-nori și nave.   Alte produse din oțel importante - realizate și prin procedeul deschis - au fost cablu de oțel, tija de oțel și tabla de oțel  pentru mașini care au permis fabricarea de  motoare și unelte  mult mai puternice . Cu cantități mari de oțel a devenit posibilă construirea de tunuri și vagoane , tancuri, vehicule blindate de luptă și nave mult mai puternice.

### Mecanizarea
Utilizarea mașinăriilor  a început odată cu debutul primei revoluții industriale. Creșterea mecanizării a necesitat mai multe componente metalice, care erau de obicei făcute din fontă sau din fier forjat - iar lucrul manual nu avea o precizie și era un proces lent și costisitor. Una dintre primele mașinării  a fost mașină de forjare  a lui John Wilkinson, care a realizat o gaură precisă în primul motor cu aburi al lui James Watt în 1774. Avansurile în precizia mașinăriilor au fost apoi realizate de  Henry Maudslay și rafinate de Joseph Whitworth. Standardizarea filetelor cu șuruburi a început cu Henry Maudslay în jurul anului 1800, când  a fabricat  șuruburi interschimbabile cu filet V, un produs practic.
În 1841, Joseph Whitworth a creat un design care, prin adoptarea sa de către multe companii britanice de cale ferată, a devenit primul standard național de mașinării, numit British Standard Whitworth. 
Prima mașină de fabricat hârtie a fost mașina "Fourdrinier", construită de Sealy și Henry Fourdrinier,  în Londra. În 1800, Matthias Koops, care lucra la Londra, a investigat ideea folosirii lemnului pentru a fabrica hârtie și a început activitatea de imprimare după un an. Cu toate acestea, întreprinderea sa nu a reușit datorită costului prohibitiv la momentul respectiv.  
În anii 1840, Charles Fenerty din Nova Scotia și Friedrich Gottlob Keller din Saxonia au inventat o mașină de succes care a extras fibrele din lemn   și din aceasta a fabricat hârtia. Aceasta a început o nouă epocă pentru fabricarea hârtiei  și, împreună cu invenția stiloului de creion produs în masă  și  apariția aparatului de imprimare rotativ  acționat  cu aburi,   hârtia pe bază de lemn a provocat o transformare majoră a economiei și societății din secolul al XIX-lea în țările industrializate. Odată cu introducerea hârtiei mai ieftine, cărțile sau ziarele au devenit treptat mai ușor de produs până în 1900. Hârtia ieftină pe bază de lemn permite, de asemenea, păstrarea jurnalelor personale sau scrisori, astfel încât, până în 1850, grefierul sau scriitorul a încetat să mai fie o personalitate cu statut ridicat. În anii 1880, procedurile chimice pentru fabricarea hârtiei erau în uz, devenind dominante până în 1900.

### Electrificarea
Baza teoretică și practică pentru valorificarea puterii electrice a fost pusă de cercetătorul și experimentatorul Michael Faraday. Prin cercetările sale asupra câmpului magnetic în jurul unui conductor care poartă un curent electric direct, Faraday a stabilit baza pentru conceptul câmpului electromagnetic în fizică. In 1881, Sir Joseph Swan, inventatorul primului bec cu incandescență, a furnizat aproximativ 1.200 de lămpi cu incandescență Swan către Teatrul Savoy din orașul Westminster, Londra, care a fost primul teatru și prima clădire publică  iluminată electric din lume . Lampa de lumină a fost   folosită în 1879 pentru a ilumina Mosley Street,  Newcastle upon Tyne,  fiind prima instalație electrică de iluminat stradal din lume. Aceasta a primul pas pentru electrificarea industriei și a casei. Prima centrală de distribuție la scară largă a fost deschisă la Holborn Viaduct din Londra în 1882.
Prima centrală electrică modernă din lume a fost construită de inginerul electric englez Sebastian Ziani de Ferranti la Deptford. Construit la scară fără precedent  prin a utiliza curentul  alternativ de înaltă tensiune (10.000V), a generat 800 de kilowați și a  furnizat curent electric în centrul Londrei. La finalizarea sa din 1891, a furnizat o putere de curent alternativ de înaltă tensiune, care a fost apoi "coborâtă" cu transformatoare destinate consumului pe fiecare stradă. Electrificarea a permis evoluțiile majore finale ale metodelor de fabricație ale celei de-a doua revoluții industriale, și anume linia de asamblare și producția în masă.

### Exploatarea copilului prin muncă

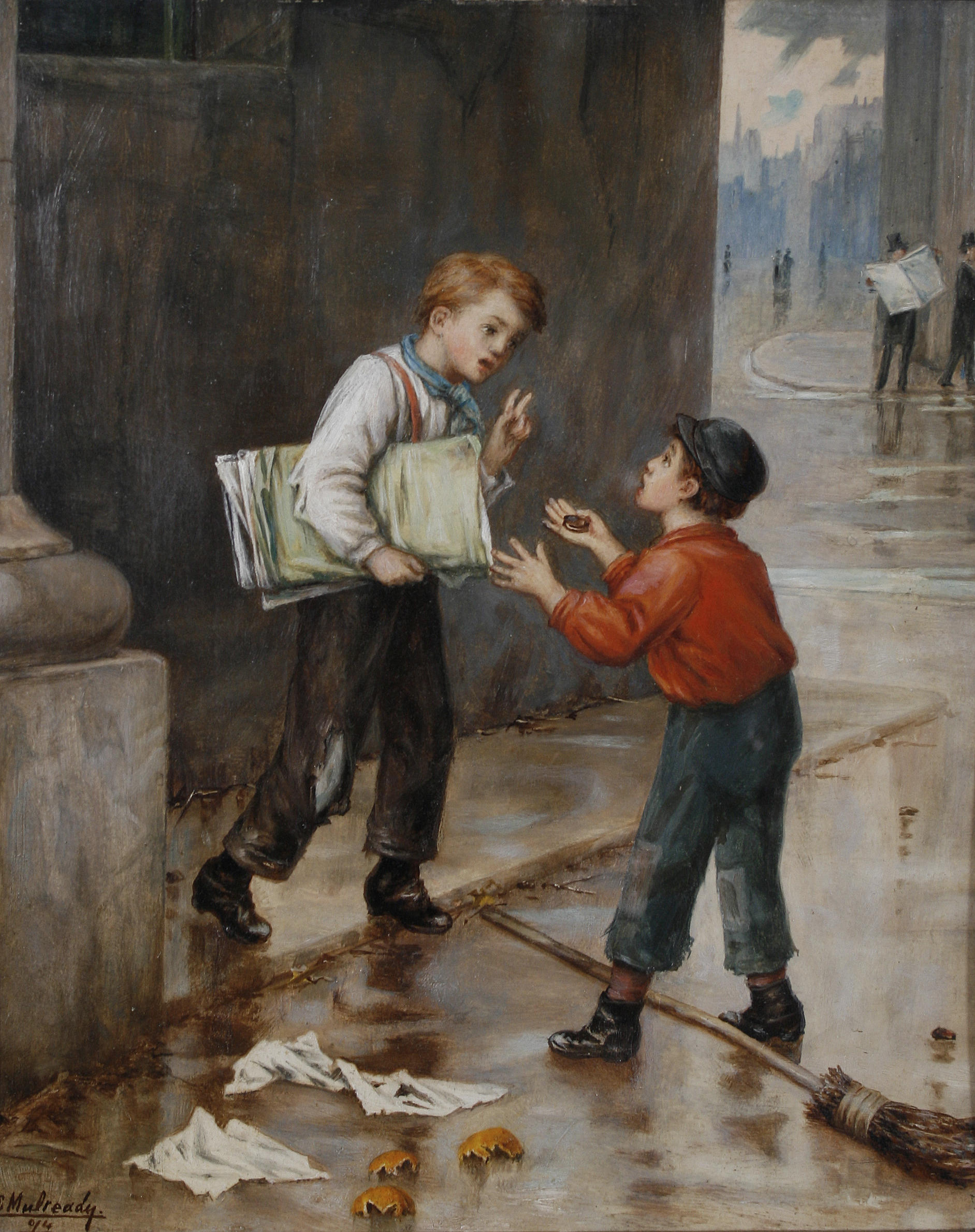
Copil vanzator de ziare

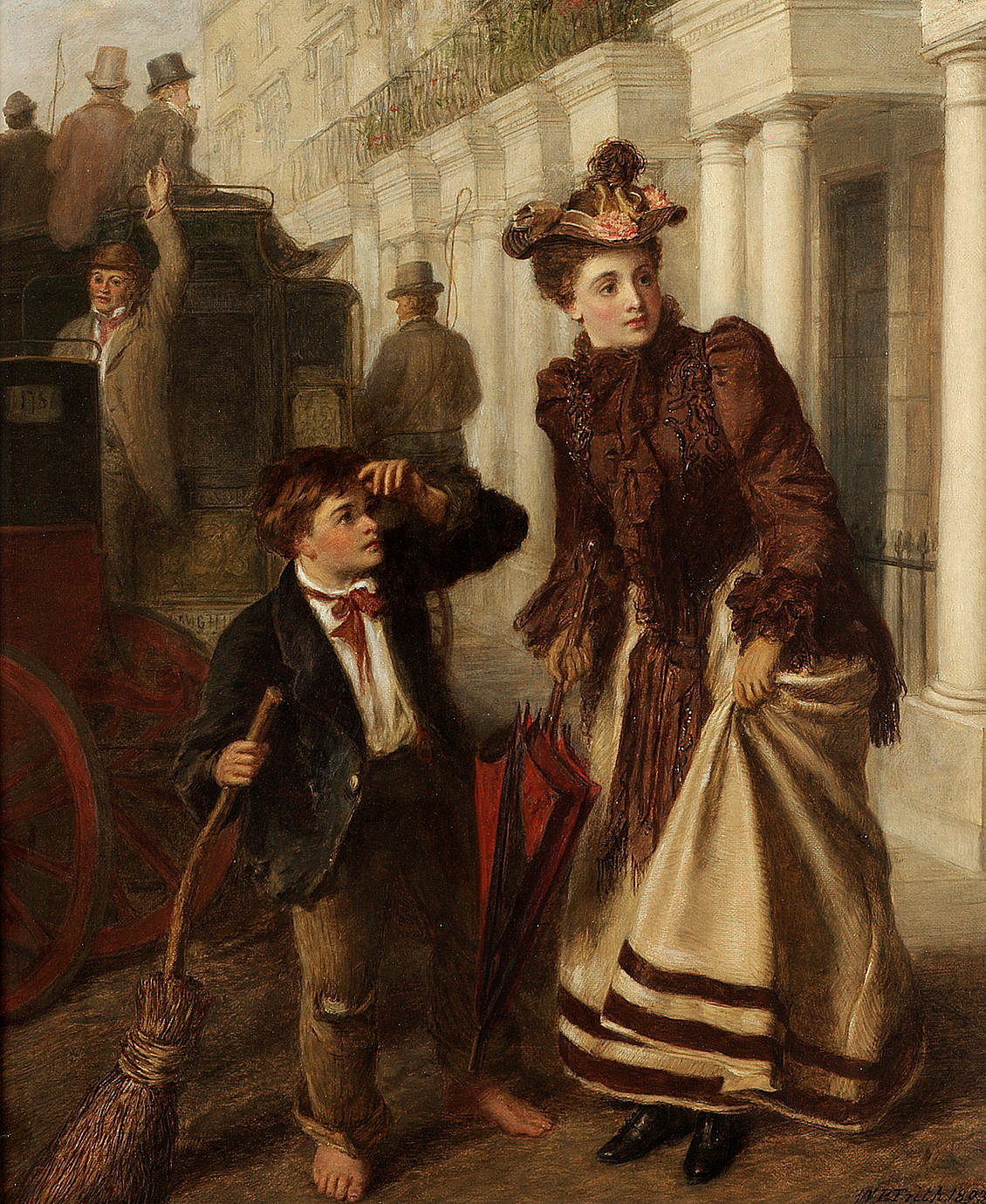
Copil maturator

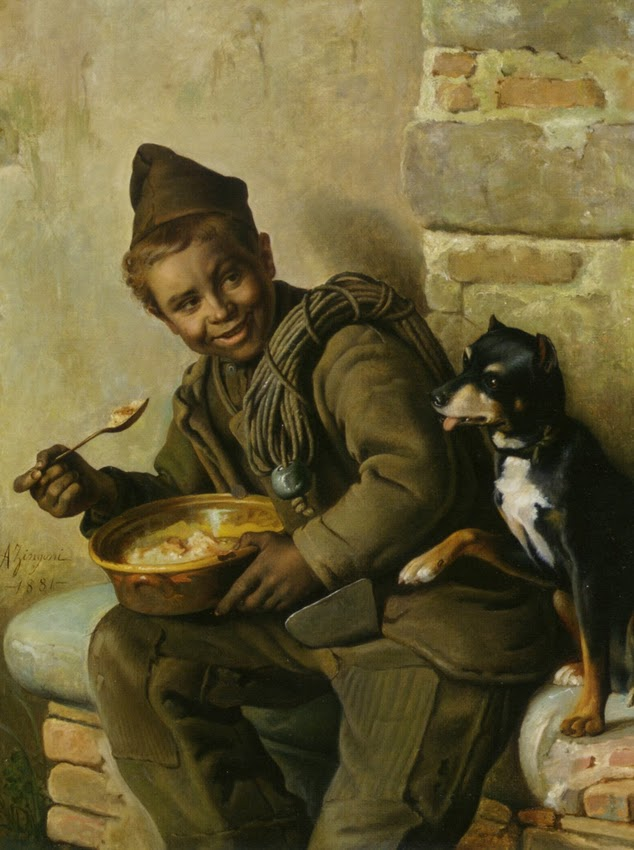
Cosarul

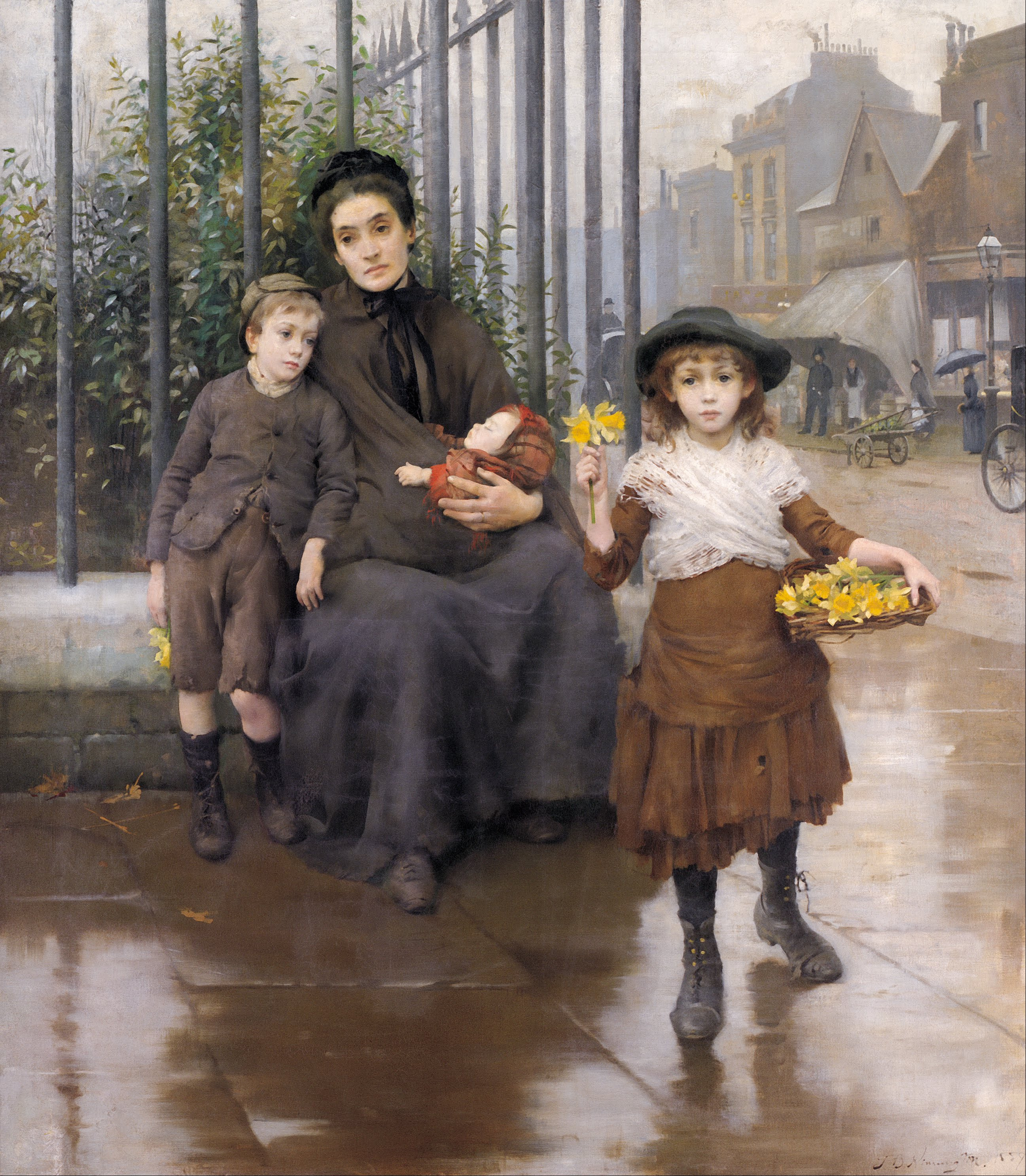
Fetita care vinde flori

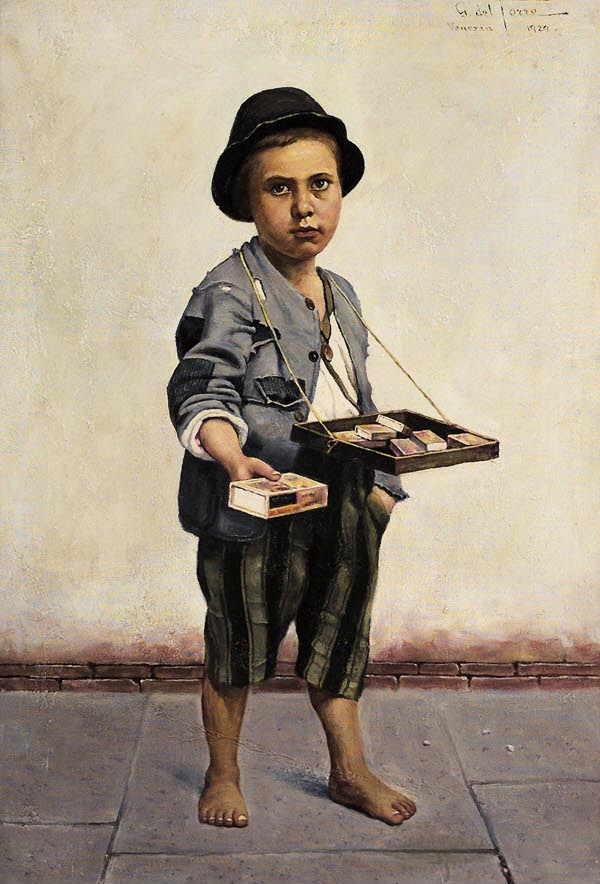
Vanzator de chibrituri

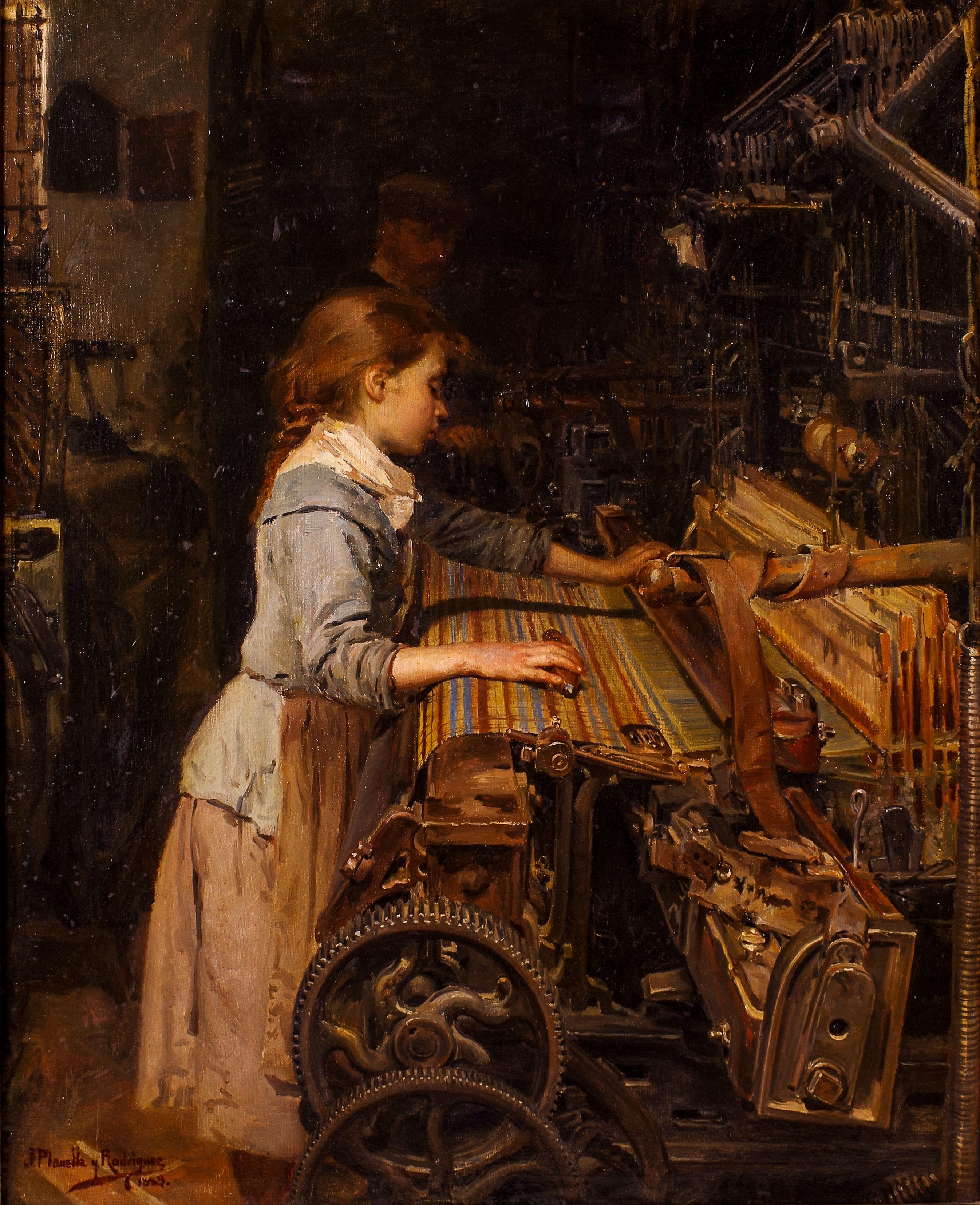
Fetita care lucreaza intr-o fabrica de textile

Odată cu începutul Revoluției Industriale din Marea Britanie la sfârșitul secolului al XVIII-lea, a avut loc o creștere rapidă a exploatării industriale a forței de muncă, inclusiv a   copiilor. Orasele industriale precum Birmingham, Manchester și Liverpool au crescut rapid din satele mici în orașe mari , crescând rata mortalității infantile. Aceste orașe au atras populația care creștea rapid datorită creșterii producției agricole.  
Epoca victoriană, în special, a devenit notorie pentru condițiile în care erau angajați copiii. Copii de patru ani erau angajați în fabrici de producție și în mine care lucrau ore îndelungate în condiții de muncă periculoase, adesea fatale. În minele de cărbune, copiii s-ar fi târî prin tuneluri prea înguste pentru adulți.  Băieții lucrau că măturători,  impartitori de ziare, vânzători de flori și chibrituri, curatatori de pantofi,  hornari. 
Unii copii s-au angajat ca ucenici la meserii  respectabile, cum ar fi  slujitorii casnici (la mijlocul secolului al XVIII-lea, la Londra erau peste 120.000 de funcționari locali). Orele de lucru erau lungi: constructorii lucrau 64 de ore pe săptămână în timpul verii și 52 ore în timpul iernii, în timp ce slujitorii casnici au lucrat și 80 de ore pe săptămână.
Munca copiilor a jucat un rol important în revoluția industrială încă de la început, adesea cauzată de dificultăți economice. Copiii săracilor urmau să contribuie la veniturile familiei lor . În Marea Britanie din secolul al XIX-lea, o treime din familiile sărace nu aveau un susținător de familie, ca rezultat al decesului al unui părinte sau abandonului, obligând mulți copii să lucreze de la o vârstă fragedă. În Anglia și Scoția, în 1788, două treimi din muncitorii din 143 de mori de bumbac cu apă erau copii.   Un număr mare de fete au lucrat  ca prostituate minore.   Autorul Charles Dickens a lucrat de la vârsta de 12 ani.  Familia sa făcea parte din nobilimea de mijloc și i-a asigurat educația la o școală privată, dar totul avea să se schimbe după ce tatăl său a pierdut o sumă mare de bani în distracții , familia sa a fost trimisă la închisoarea datornicilor. Dickens a fost nevoit să muncească zece ore pe zi în fabrica de cremă de ghete a lui Warren (aflată în apropiere de stația de cale ferată Charing Cross), pentru șase șilingi pe săptămână. Cu acești bani trebuie să-și achite cazarea și să încerce să-și ajute familia.
Salariile pentru copii au fost adesea scăzute, primind doar 10-20% din salariul unui bărbat adult  . Karl Marx a fost un adversar deschis al exploatării copilului , spunând că industria britanică "ar putea trăi numai prin sugerea sângelui copiilor" și că capitalul american a fost finanțat de "sângele capitalizat al copiilor". 
În cea de-a doua jumătate a secolului al XIX-lea, munca copiilor a început să scadă în societățile industrializate datorită reglementărilor impuse de sindicate. Reglementarea muncii copilului a început de la primele zile ale revoluției industriale. Primul act de reglementare a muncii copiilor în Marea Britanie a fost adoptat în 1803. Încă din 1802 și din 1819 au fost adoptate legi pentru fabrici care reglementează programul de lucru al copiilor din  fabricile de bumbac la 12 ore pe zi. Aceste legi au fost în mare parte ineficiente și, după agitație radicală, de exemplu prin comitetele de scurtă durată din 1831, o comisie regală a recomandat în 1833 ca copiii cu vârste între 11 și 18 ani să lucreze maxim  maxim 8 ore, iar copiii sub vârsta de nouă ani nu mai erau autorizați să lucreze. Acest act s-a aplicat însă numai industriei textile, iar agitația ulterioară a condus la un alt act în 1847, limitând programul de lucru la 10 ore  atât pentru adulți , cât și pentru copii. Lordul Shaftesbury a fost un avocat deschis al reglementării muncii copilului.  
Dat fiind că tehnologia s-a îmbunătățit și a proliferat, a existat o nevoie mai mare pentru angajați  instruiți. Acest lucru a dus la o creștere a școlarizării, cu eventuala introducere a școlarizării elementare obligatorii. Tehnologia îmbunătățită și automatizarea a redus rata exploatării copiilor prin muncă. 
În Statele Unite ale Americii, aproximativ 1.7 milioane de copii sub vârsta de 15 ani au fost angajați în industria americană până în 1900.

## Transportul feroviar

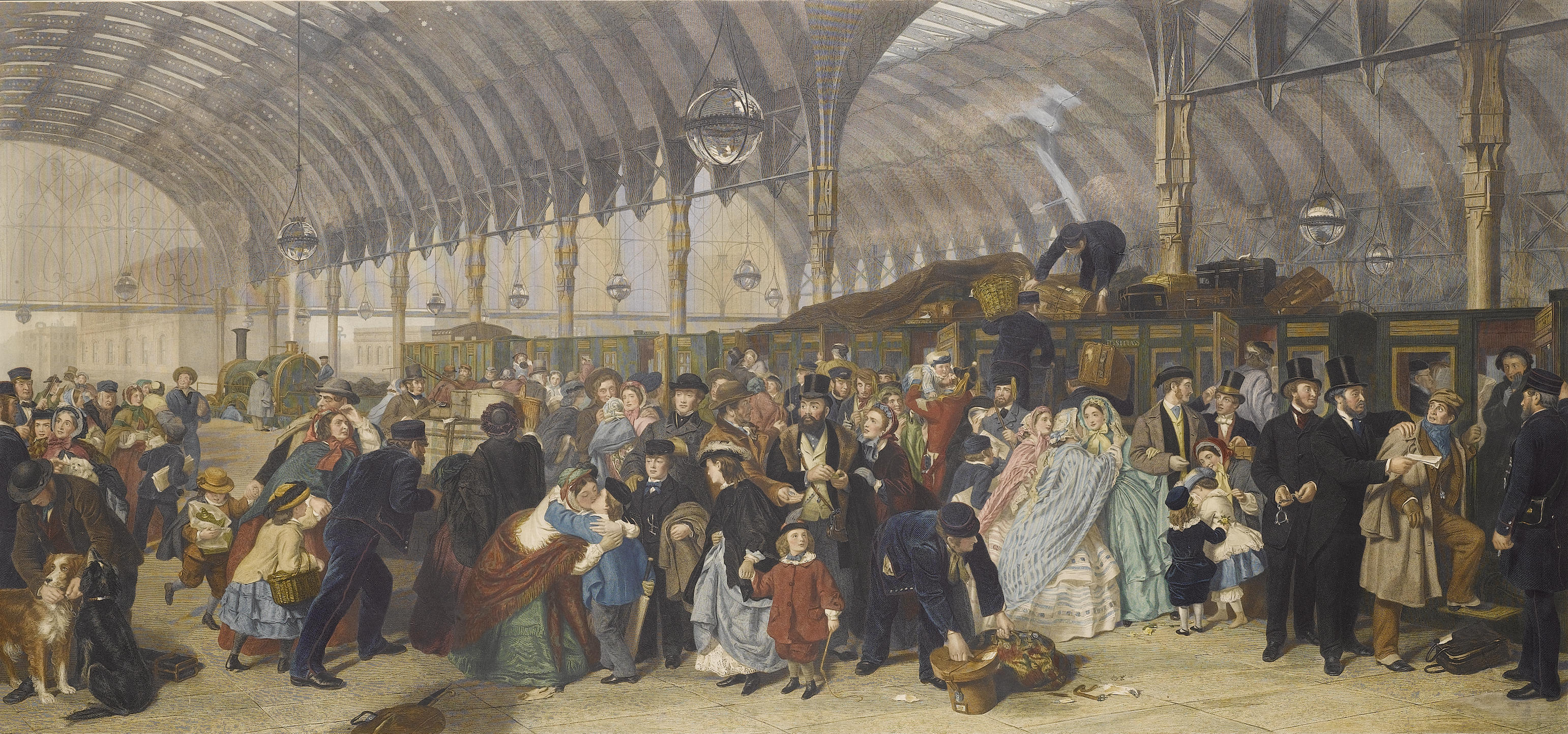
Statie feroviara

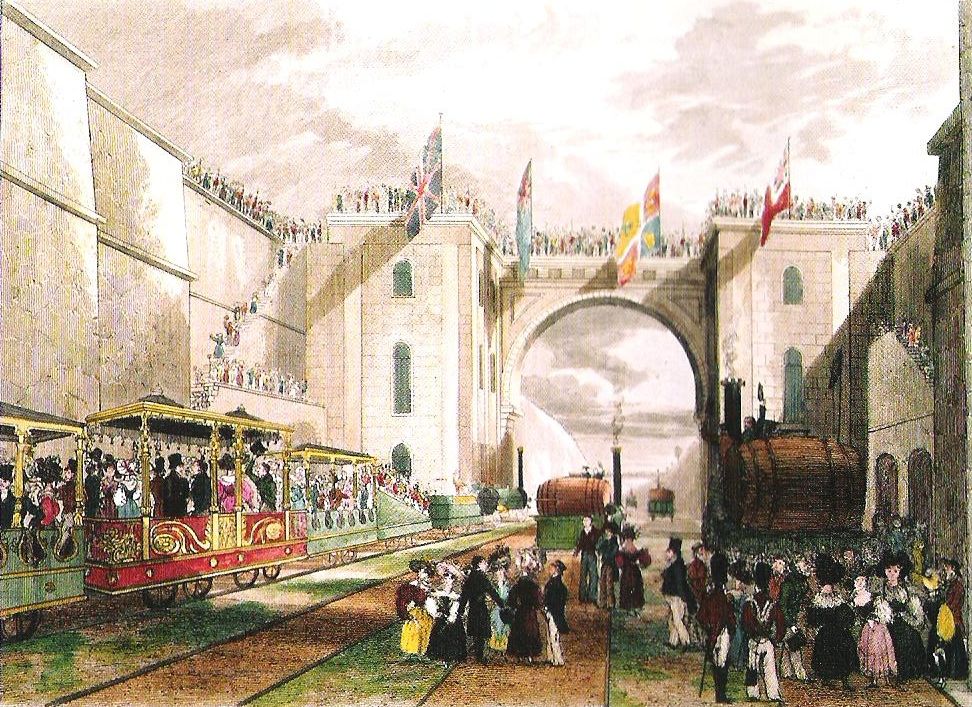
Deschiderea caii ferate Liverpool-Manchester

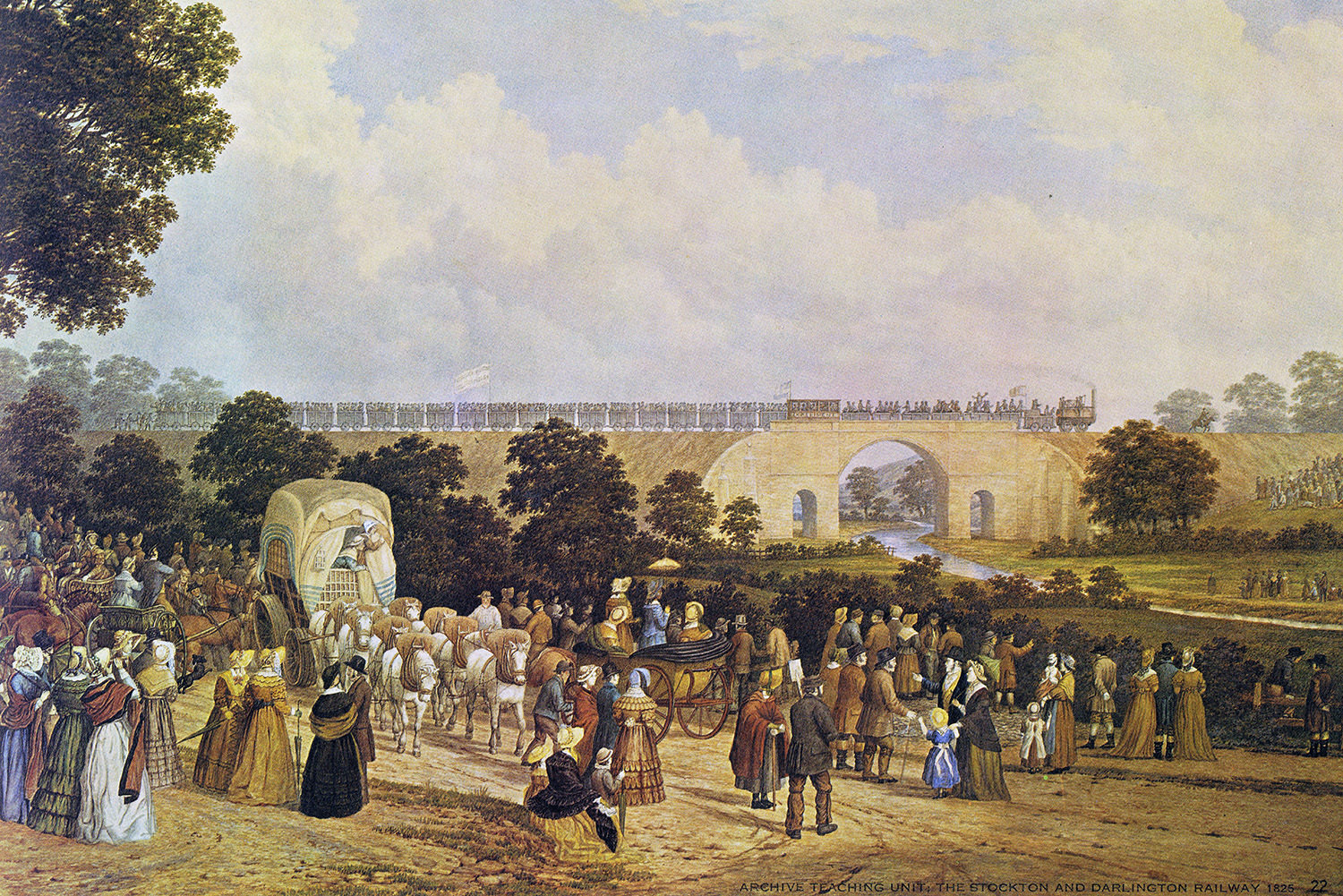
Linia Stockton-Darlington

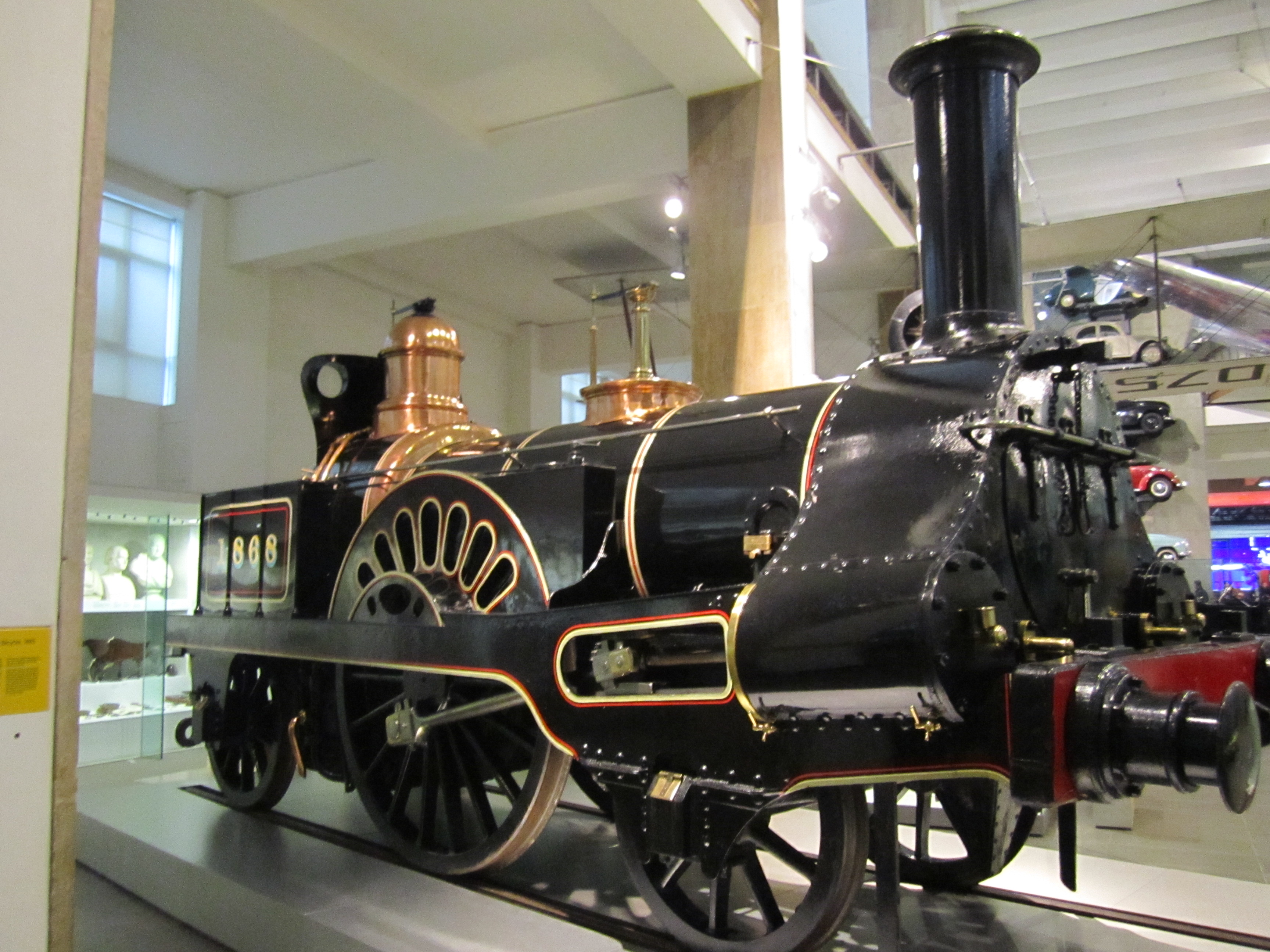
Locomotiva Grand Junction Railway 49 Columbine

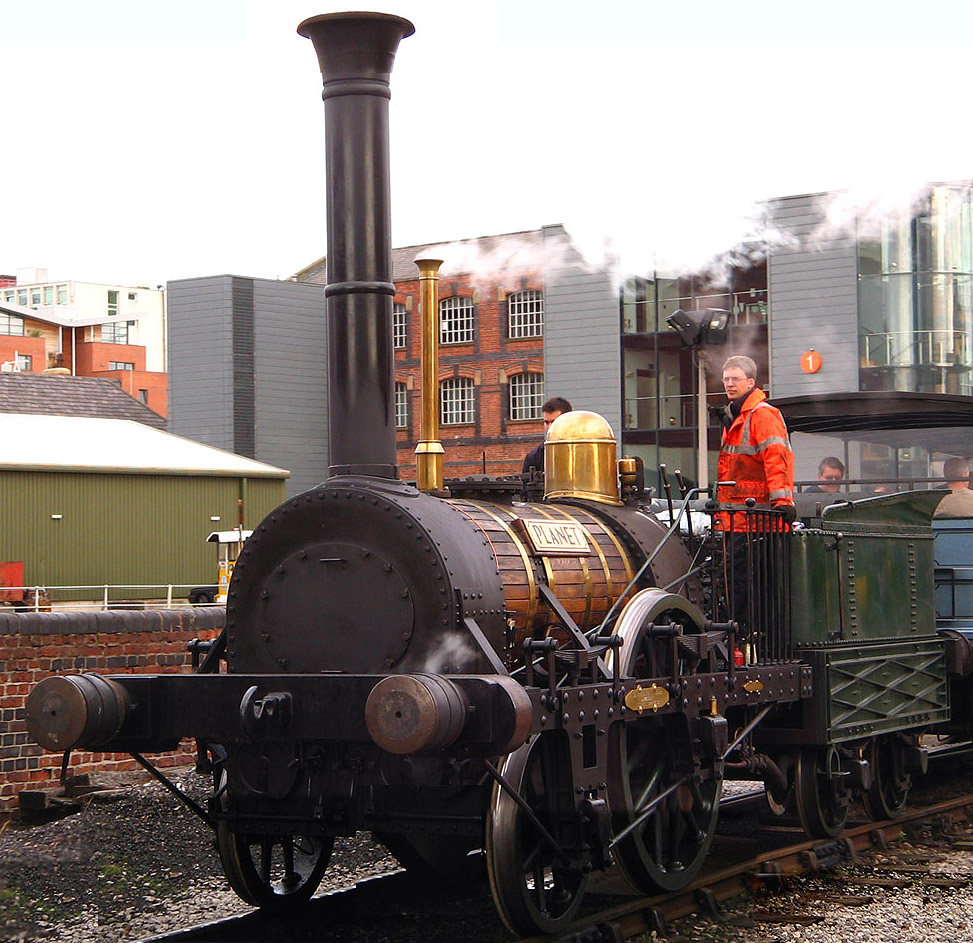
Replica locomotivei Planet

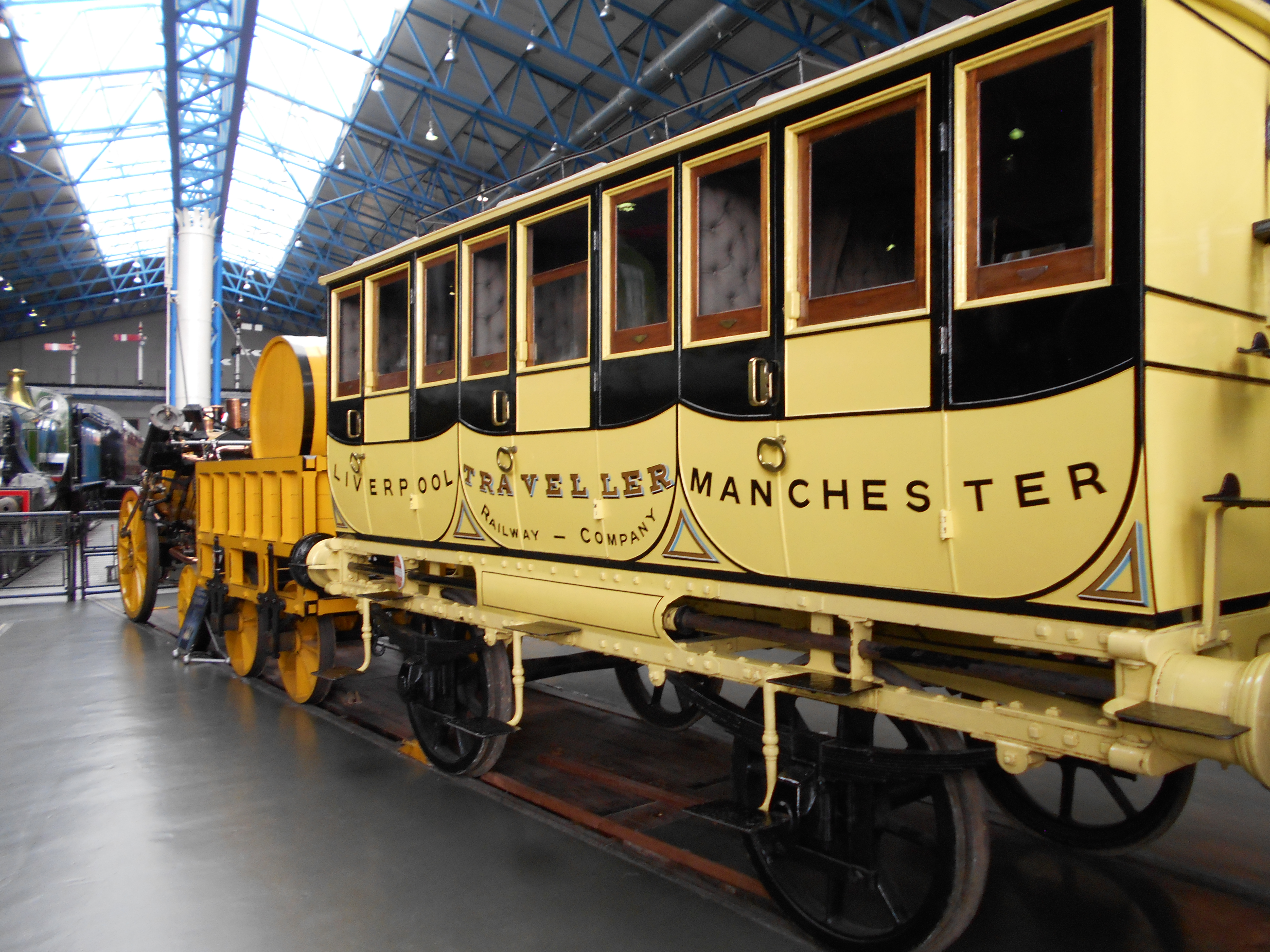
Vagon de pe linia Liverpool - Manchester

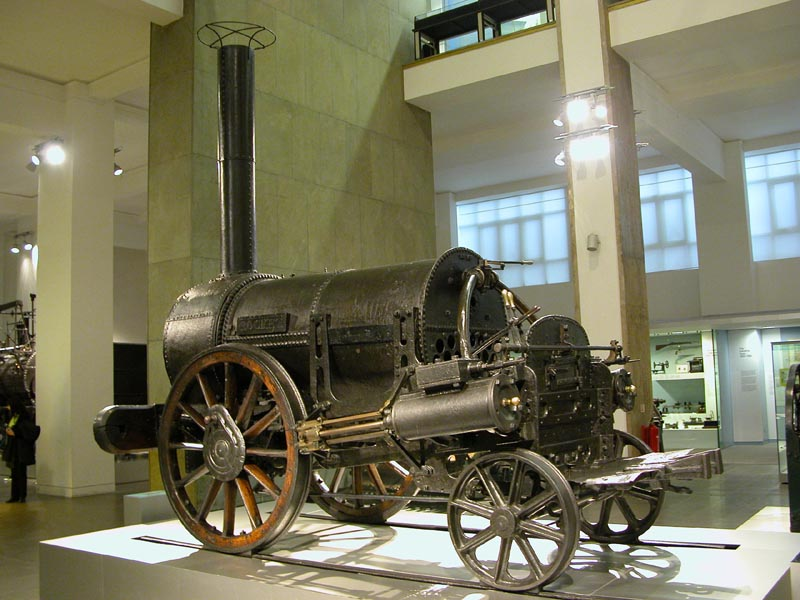
Locomotivă cu abur timpurie construită de Robert Stephenson în 1829

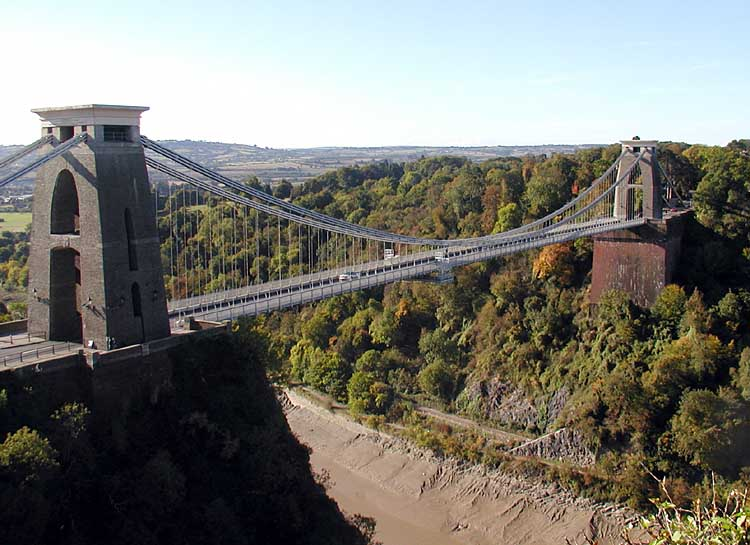
Podul feroviar Clifton

Una dintre marile realizări ale Revoluției Industriale din Marea Britanie a fost introducerea și dezvoltarea sistemelor feroviare, nu numai în Regatul Unit și Imperiul Britanic, ci în întreaga lume. Inginerii și finanțatorii britanici au proiectat, construit și finanțat multe sisteme feroviare importante.  Căile ferate au provenit din Anglia, deoarece industriașii au descoperit deja nevoia de transport ieftin folosind cărbunele  pentru noile motoare cu aburi, pentru a furniza materiale la fabricile specializate și pentru a le aduce la piață. Sistemul existent de canale a fost ieftin, dar a fost prea lent și prea limitat de  geografie.  
Au fost disponibili inginerii și oamenii de afaceri necesari pentru crearea și finanțarea unui sistem feroviar; ei știau să inventeze, să construiască și să finanțeze un sistem complex. Primul sfert al secolului al XIX-lea a implicat numeroase experimente cu locomotive și tehnologie feroviară. Până în 1825, căile ferate au fost fezabile din punct de vedere comercial, după cum a demonstrat George Stephenson (1791-1848) când a construit linia Stockton-Darlington. La prima sa călătorie, locomotiva sa a tras 38 de vagoane de marfă și de pasageri la viteza de   12 mile pe oră. Stephenson a continuat să proiecteze mai multe căi ferate și este cel mai bine cunoscut pentru standardizarea proiectelor, cum ar fi "ecartamentul standard" al distanței feroviare, la 4 picioare de 8 ½ inci. Thomas Brassey (1805-70) a fost chiar mai proeminent,  având echipaje  de construcții care la un moment dat în anii 1840  au totalizat 75.000 de bărbați în Europa, în Imperiul Britanic și în America Latină . Brassey a luat mii de ingineri și mecanici britanici din întreaga lume pentru a construi noi linii feroviare. Ei au inventat și îmbunătățit mii de dispozitive mecanice și au dezvoltat știința ingineriei civile pentru a construi șosele, tuneluri și poduri.
Marea Britanie a avut un sistem financiar superior cu sediul la Londra, care a finanțat atât căile ferate din Marea Britanie, cât și în multe alte părți ale lumii, inclusiv Statele Unite, până în 1914. Anii de boom au fost 1836 și 1845-1847 când Parlamentul a autorizat construcția a 8000 mile la un cost estimat de 200 de milioane de lire sterline, care era la aceeași valoare cu produsul intern brut anual (PIB) al aceleiasi tari.  

În 1830 liniile ferate Liverpool-Manchester au fost deschise. A fost prima cale ferată dintre orașe din lume, ce includea servicii de călătorit , stații terminale și servicii "programate", așa cum le cunoaștem astăzi. Calea ferată transporta  mărfuri și pasageri.  
Prima linie de jonctiune din lume se poate spune că este Grand Junction Railway, care se deschide în 1837 și care leagă un punct intermediar pe Liverpool și Manchester Railway cu Birmingham, prin intermediul Crewe, Stafford și Wolverhampton.
Multe dintre primele căi ferate publice au fost construite ca legături feroviare locale operate de mici companii feroviare private. Cu o rapiditate crescândă, au fost construite tot mai multe linii . Anii 1840 au fost de departe cel mai mare deceniu pentru creșterea feroviară. În 1840,  liniile de cale ferată din Marea Britanie au fost puține și împrăștiate, dar în decurs de zece ani a fost stabilită o rețea aproape completă, iar  majoritate a orașelor și satelor avea o legătură feroviară. Pe parcursul secolului XIX și începutul secolului al XX-lea, majoritatea companiilor feroviare independente de pionierat au fost combinate sau au fost cumpărate de concurenți, până când doar o mână de companii mai mari au rămas:
- Great Western Railway (GWR)
- London, Midland and Scottish Railway (LMS)
- London and North Eastern Railway (LNER)
- Southern Railway (SR)

Perioada a cunoscut o creștere constantă a implicării guvernului, în special în materie de siguranță. Actul de reglementare a căilor ferate din 1840  a împuternicit comitetul de comerț să numească inspectori de cale ferată. Inspectoratul Feroviar a fost înființat în 1840 pentru a cerceta cauzele accidentelor și pentru a recomanda modalități de evitare a acestora.  Încă din 1844, a fost prezentat un proiect de lege în fața Parlamentului sugerând cumpărarea de stat a căilor ferate; acest lucru nu a fost adoptat. Totuși, a dus la introducerea unor standarde minime pentru construirea de trăsuri și la furnizarea obligatorie de cazare pentru pasageri - așa-numitele "trenuri parlamentare".
Prin scăderea costurilor de transport,  au fost reduse costurile pentru toate industriile în mișcare de bunuri și produse finite și au sporit cererea de producție a tuturor inputurilor necesare pentru sistemul feroviar însuși. Până în 1880, existau 13.500 de locomotive, fiecare transportând 97.800 pasageri pe an, sau 31.500 de tone de marfă. 
India a devenit unul dintre finanțatorii din Londra care investea bani și expertiză într-un sistem foarte bine construit, conceput din motive militare (după Mutina din 1857) și cu speranța că va stimula industria. Sistemul a fost exploatat excesiv și mult prea elaborat și scump pentru micul trafic de mărfuri pe care l-a purtat. Cu toate acestea, a captat imaginația indienilor, care și-au văzut căile ferate ca simbol al unei modernități industriale - dar care nu a fost realizat decât după un secol mai târziu.
Întreaga rețea a fost adusă sub control guvernamental în timpul primului război mondial  . Cu toate acestea, membrii conservatori ai guvernului de coaliție de război s-au opus cererilor de naționalizare formală a căilor ferate (propuse inițial de William Ewart Gladstone încă din anii 1840) în 1921.

## Știință, Inginerie și Comunicații

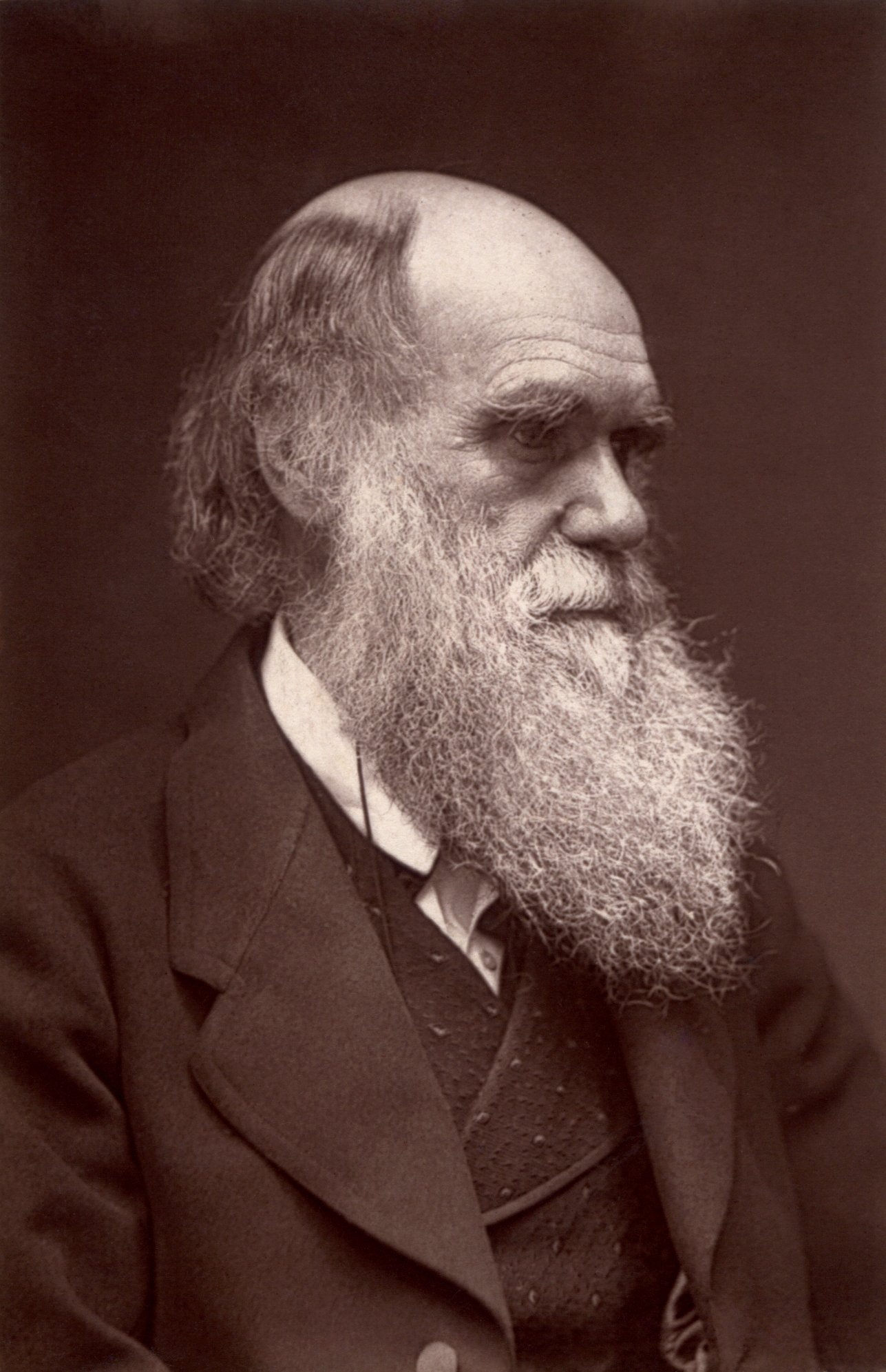
Charles Darwin

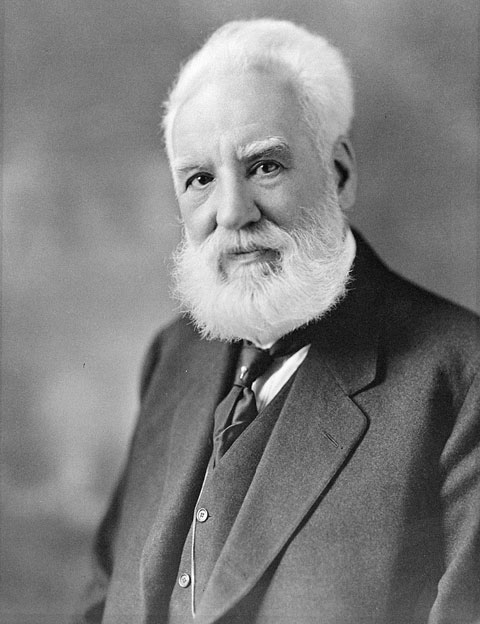
Alexander Graham Bell

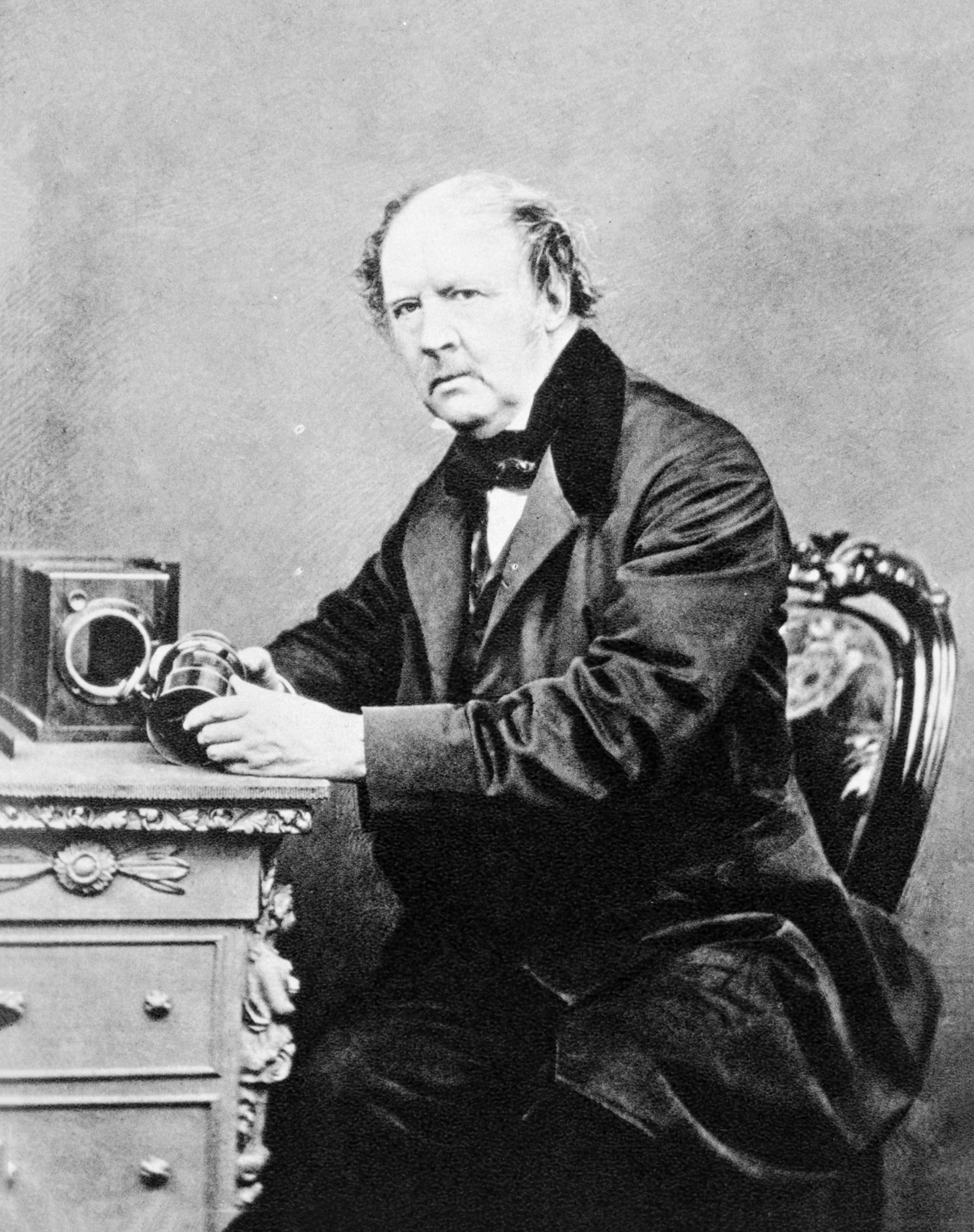
William Henry Fox Talbot

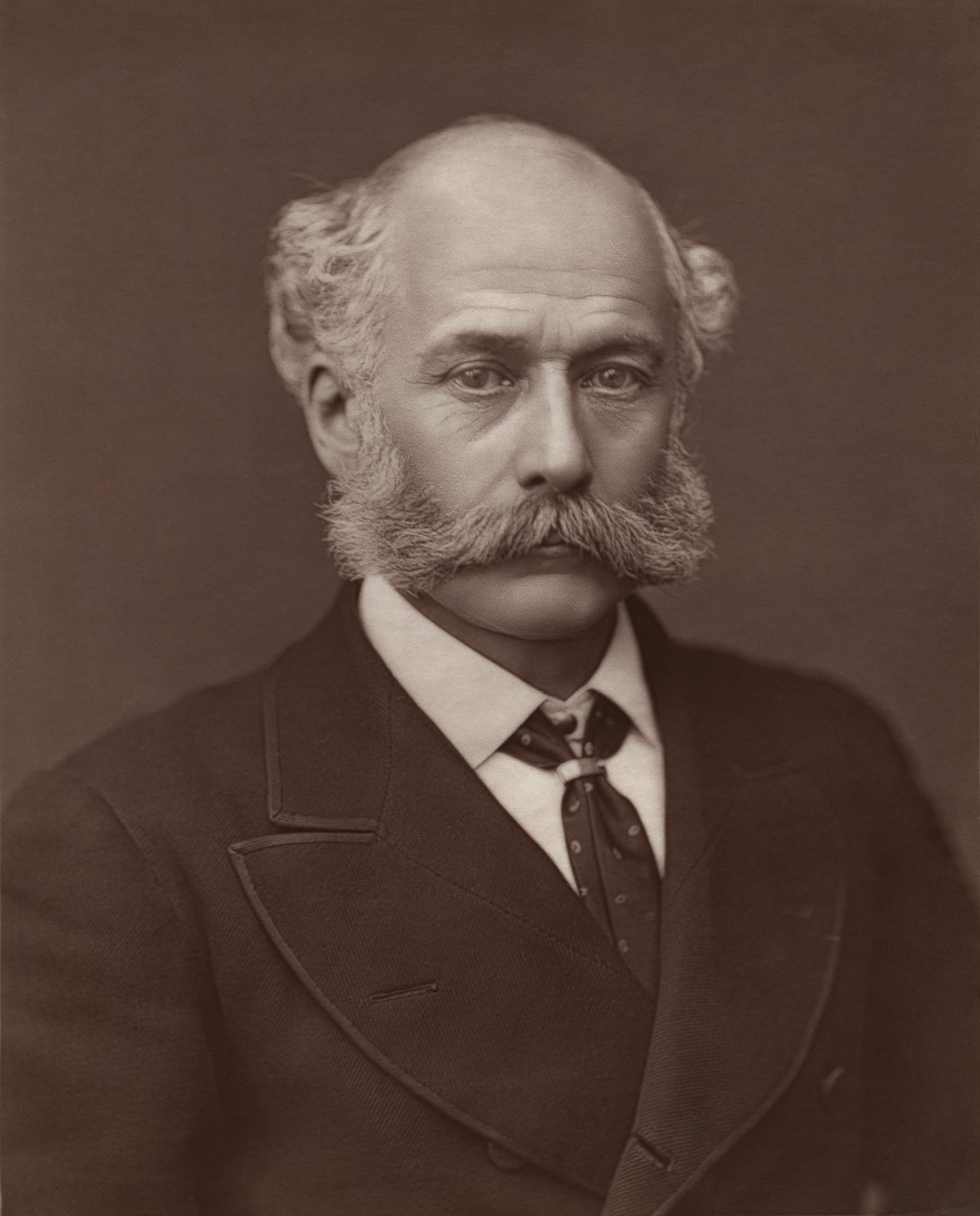
Joseph Bazalgette

Revoluția industrială în timpul erei victoriene a dus lumea printr-o furtună. Invenția motorului cu aburi de James Watt a fost primul val al avalanșei.A început o nouă eră în istoria lumii și a schimbat-o pentru totdeauna. Lumea a devenit mai mică datorită posibilității de a  călători în întreaga lume în mai puțîn timp. Era începutul erei turismului când britanicii bogați vizitau atracții din toată lumea. Autorul francez Jules Verne a scris numeroase lucrări precum Ocolul Pământului în 80 de zile sau Cinci săptămâni în Balon   unde acțiunea debuta în Marea Britanie, protagoniștii având că scop explorarea coloniilor britanice  . Astfel, comunicarea și legătura dintre diferitele locuri au fost stabilite și s-au îmbunătățit de atunci.
Clătoria pe teren  devenise mai puțîn costisitoare  și un mijloc de transport mai sigur. Canalele au fost construite în acest timp  devenind un mare ajutor în ceea ce privește comunicarea. Vasele cu aburi, navele care au adus lumea la picioarele Marii Britanii au fost dezvoltate și în această perioadă.  
Invenția căilor ferate a fost una dintre cele mai utile invenții ale revoluției industriale  . Această dezvoltare științifică a condus la transportul ușor și ieftin al resurselor, adică materiale și umane, precum și materii prime de la un loc la altul. Creșterea industriilor și a fabricilor a constatat că acest lucru este  foarte benefic.  
Timpul feroviar a devenit timpul standard și toată lumea și-a stabilit ceasurile   în funcție de acestea. Navele cu abur precum   SS Great Britain și SS Great Western erau cele mai faimoase. Acestea au făcut că transportul internațional de materiale și oameni să fie popular. Prin urmare, progresul științei a deschis, de asemenea, ușile pentru comerțul de peste mări.

Alte forme de comunicare care au fost inventate în era victoriană erau cinematografele, telegrafele, telefoanele, automobilele și avioanele.   Câmpul educației și al divertismentului a progresat, de asemenea, până la vârfurile scalate.
Sistemul de canalizare din Anglia, proiectat de Joseph Bazalgette, a fost una dintre cele mai mari inovații științifice . A fost o remarcabilă piesă de inginerie. Digul de pe Thames a fost proiectat de aceeași persoană .
În curând, electricitatea, încălzirea  și gazele au fost furnizate cetățenilor din Londra. A fost un important pas înainte pentru că știința să asigure confortul  populației. În plus, apă a fost furnizată prin rețele cu țevi în multe case. Cele mai multe case și străzile au fost aprinse cu  gaz  sau curentul electric.
Tatăl istoriei naturale , Charles Darwin,  a călătorit cu HMS Beagle observând minuțios distribuția geografică a formelor sălbatice de viață și colectând foarte multe fosile. Astfel, elaborează în 1838 celebra să teorie a selecției naturale și a teoretizat și evoluția prin publicarea  Originea Speciilor în 1871  .  
Alexander Graham Bell, scoțian de origine, a fost inventatorul telefonului în Statele Unite ale Americii.   
Fotografia a fost realizată în 1839 de Louis Daguerre în Franța și de William Fox Talbot în Marea Britanie. Până în 1889, camerele foto   erau disponibile și la îndemână.

## Medicină

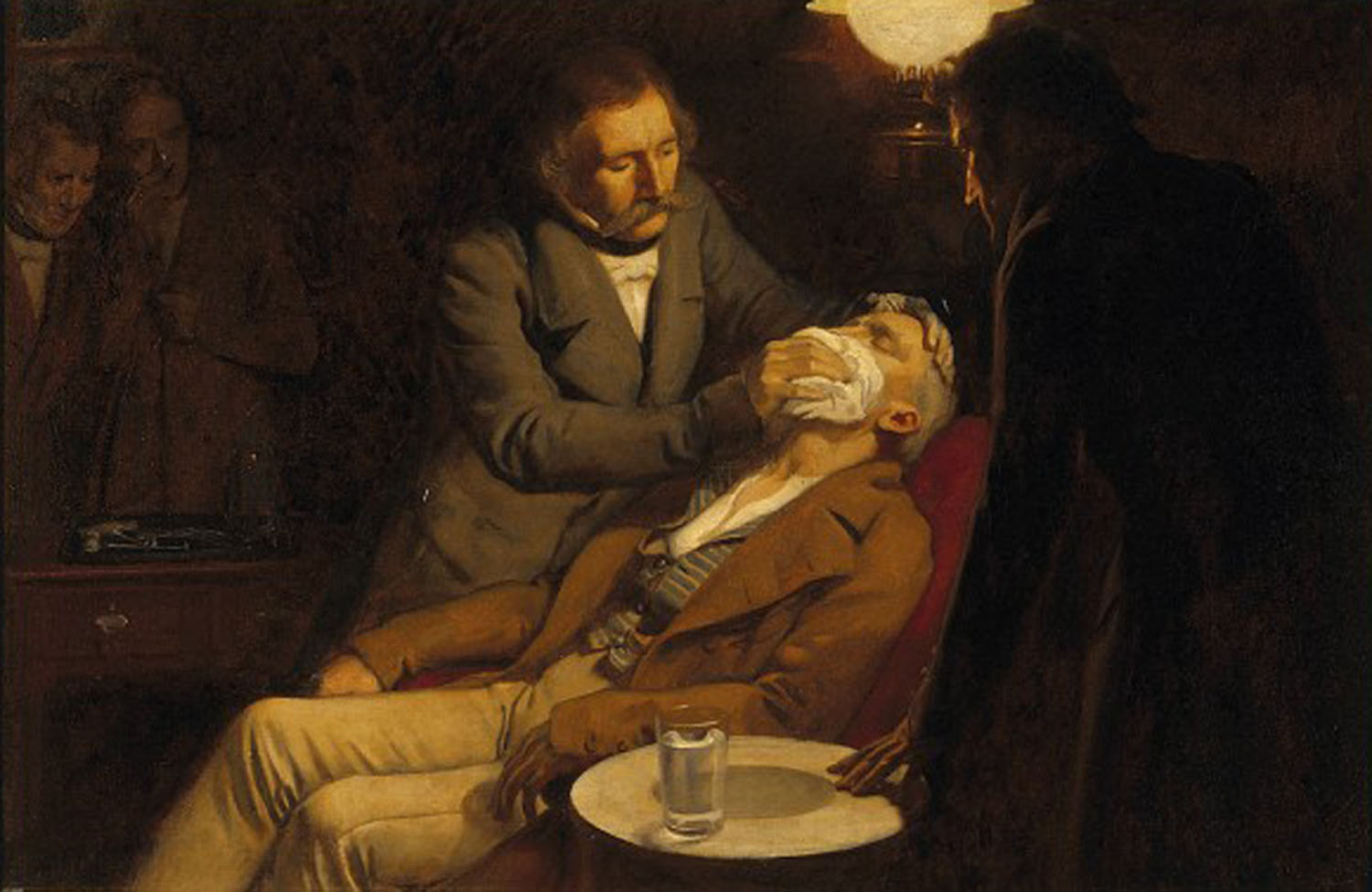
William Morton anesteziasa un pacient cu eter

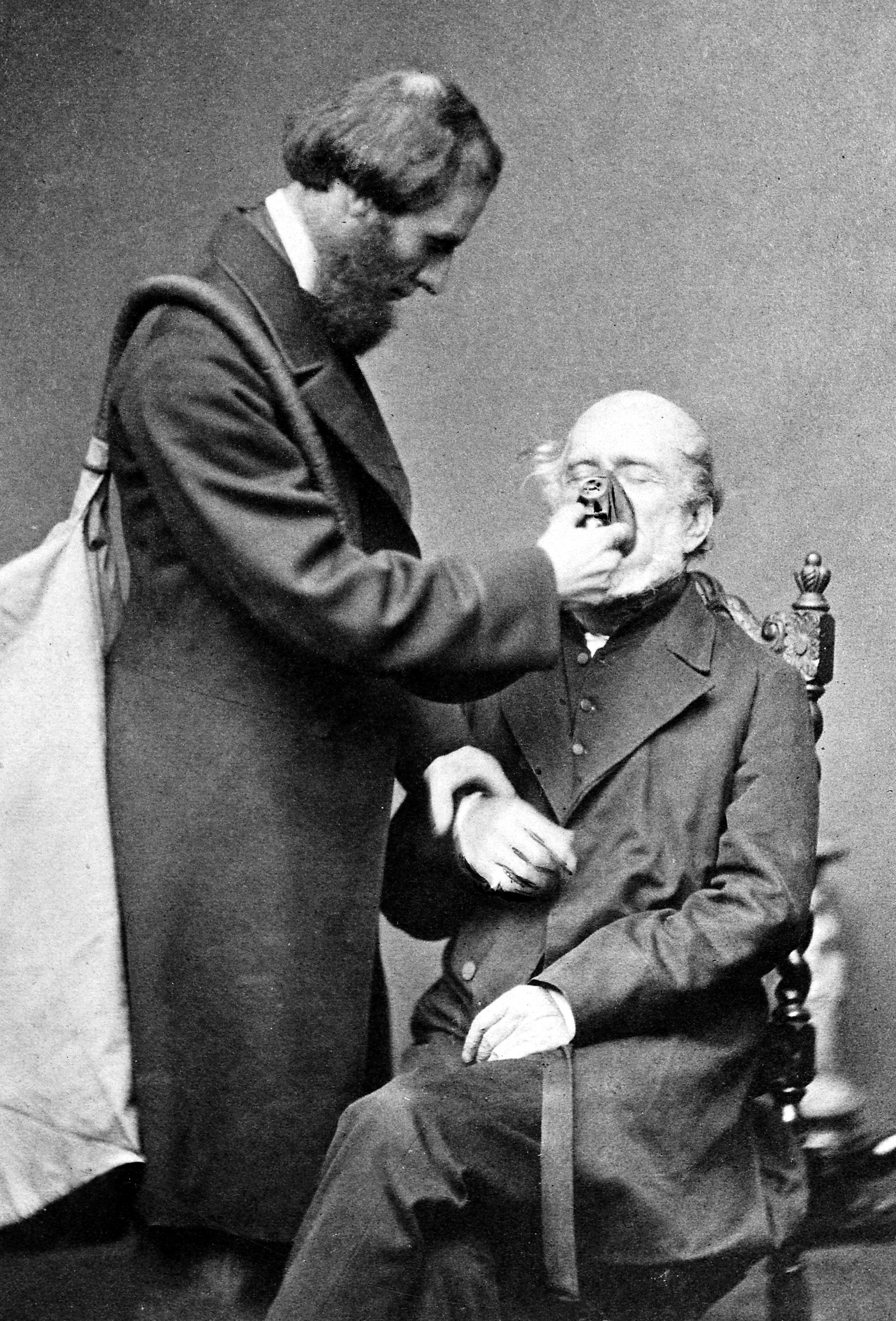
Joseph Thomas Clover demonstrând aparatul său cu cloroform.

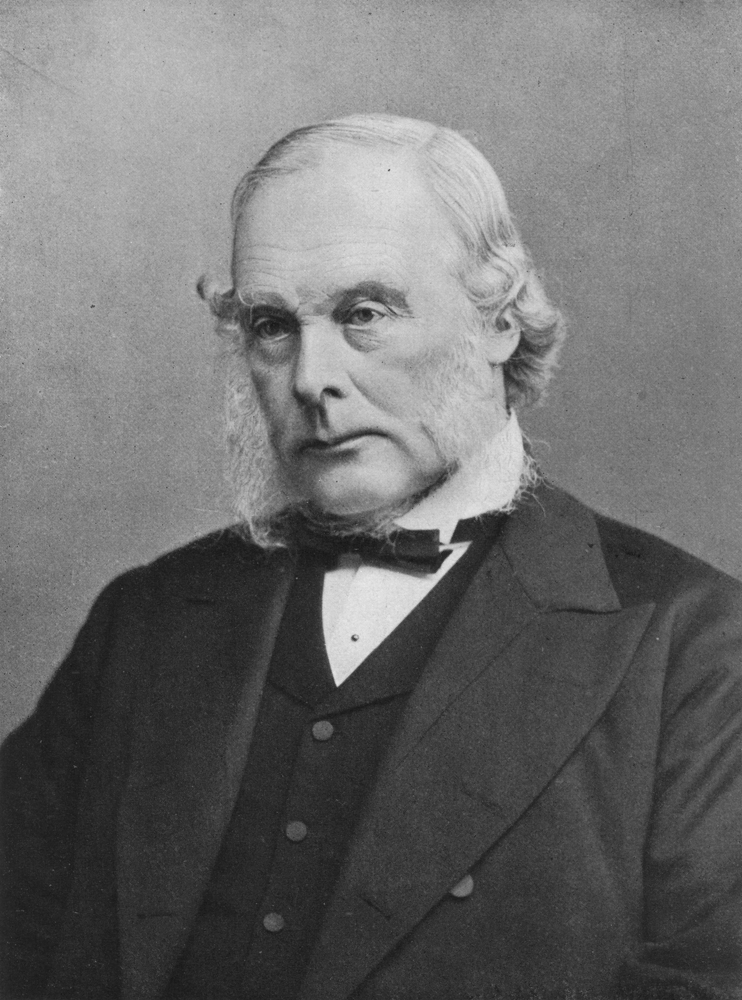
Joseph Lister

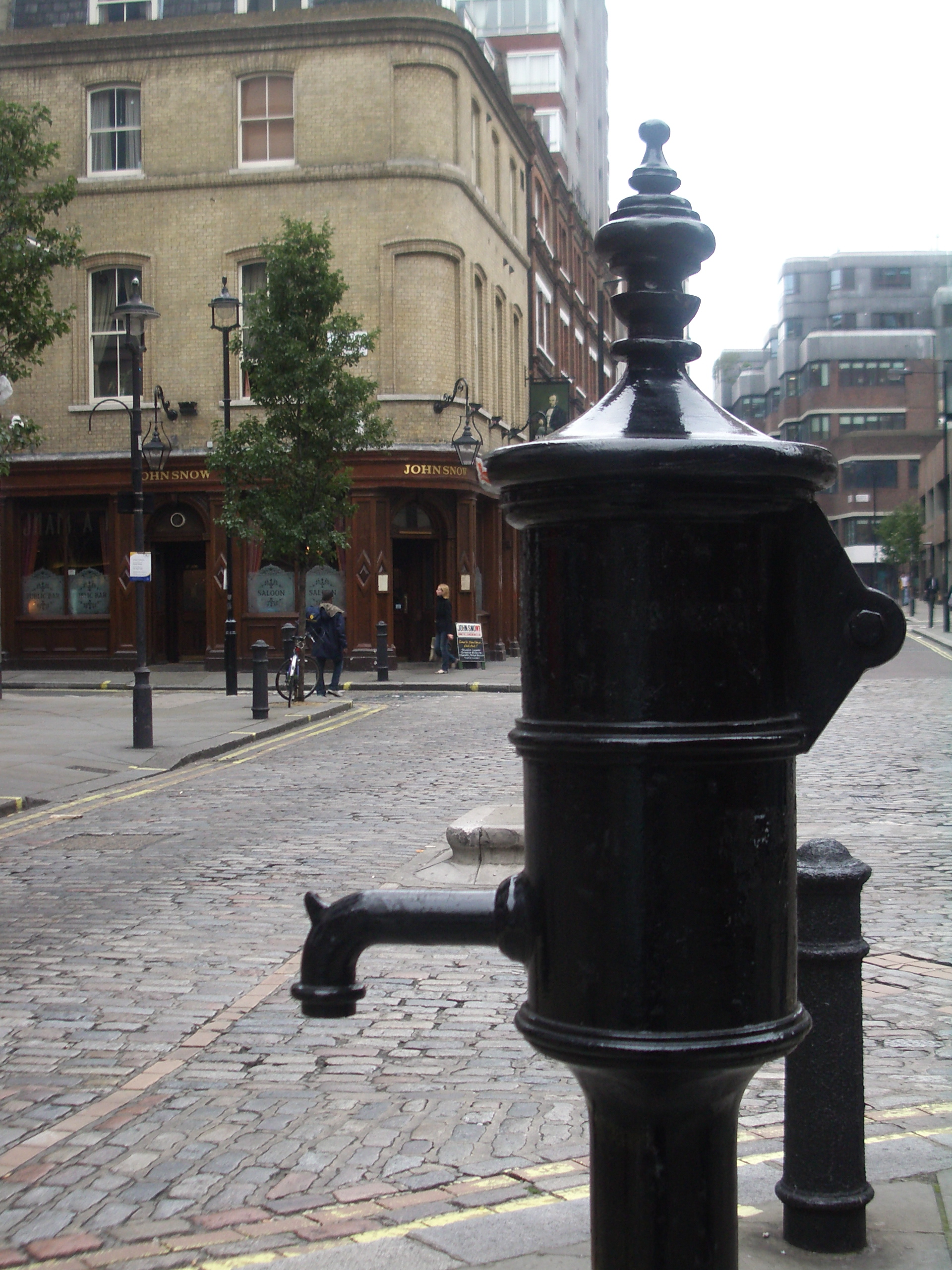
Memorialul John Snow si tasnitoarea care a reprezentat sursa apei contaminate

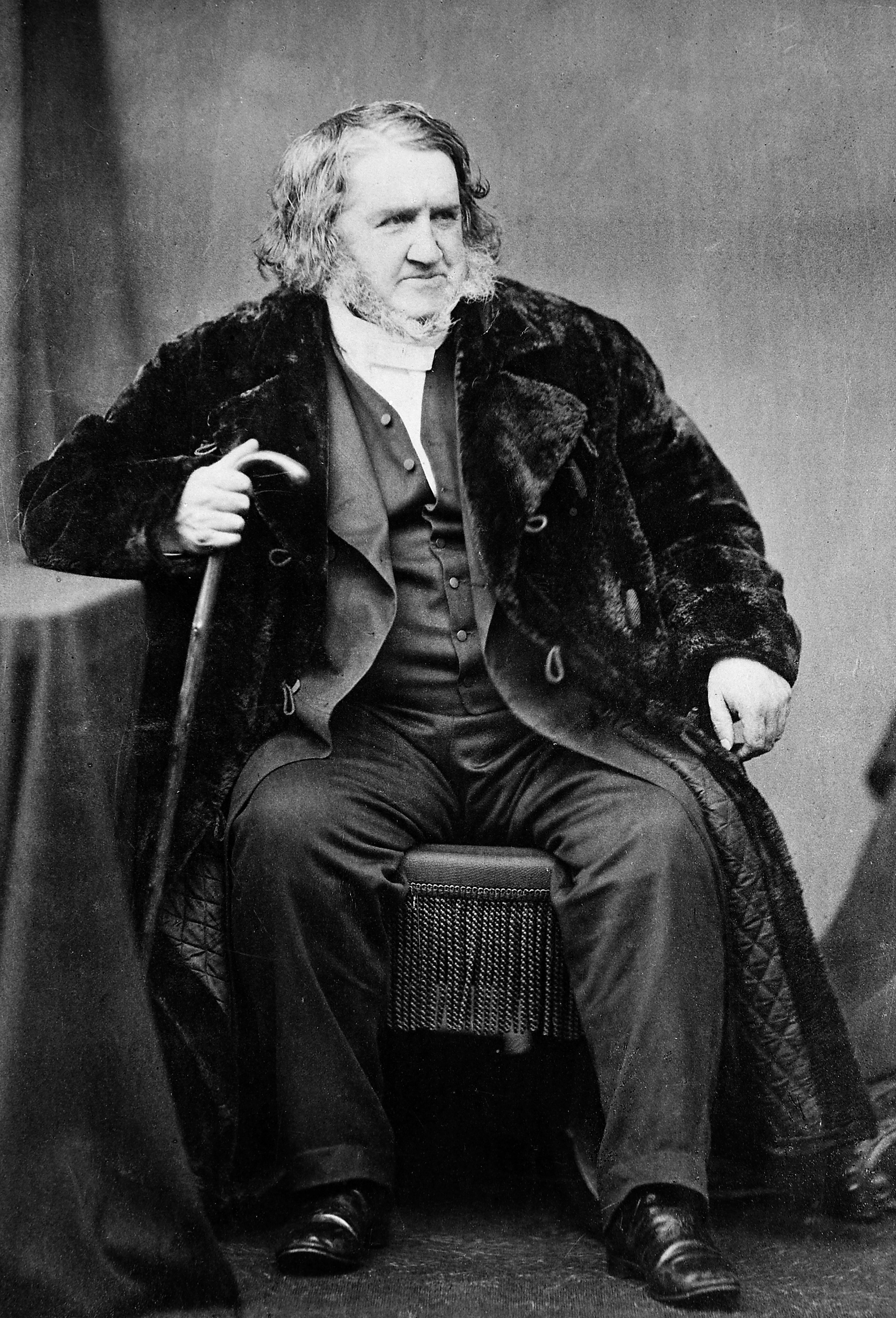
Simpson James

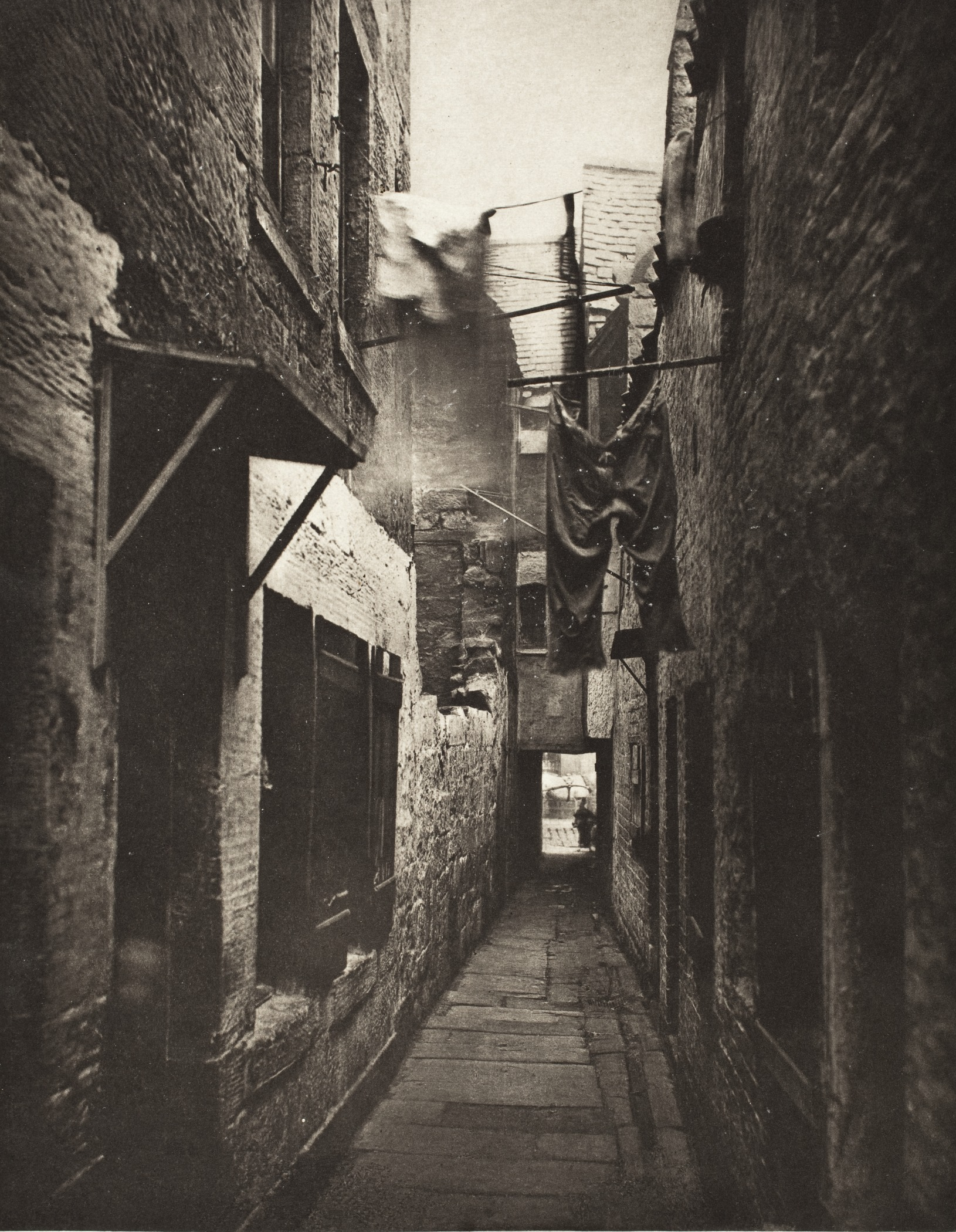
Strada din Glascow

Creșterea demografică  a avut consecințe enorme. Ratele mortalității a  crescut, pricinuind probleme în multe orașe  . Variolă, tifosul și tuberculoză au fost endemice, iar epidemia  de holeră a alarmat societatea britanică. Suprapopularea combinată cu salubritatea precară și adesea măcinarea sărăciei  a lăsat mulți oameni vulnerabili și au provocat multe victime. Din fericire, victorienilor le-au plăcut statisticile, iar acestea au validat proză emotivă a lui Dickens, Gaskell și Engels. În 1832, Parlamentul a fost de acord cu o anchetă oficială privind sărăcia. Șir Edwin Chadwick a fost energic în stabilirea legăturilor dintre sărăcie și epidemii, iar anchetă a rezultat emiterea  legii sărăciei în 1834.
Reformele sanitare , determinate de legile de sănătate publică aplicate în 1848 și 1869, au  încercat să rezolve problema străzilor aglomerate și murdare ale orașelor , iar săpunul a fost principalul produs prezentat în fenomenul relativ nou de publicitate. Medicină a progresat în timpul domniei reginei Victoria. Deși oxidul de azot sau gazul de râs au fost propuse că anestezic încă din 1799 de Humphry Davy,   în 1846 , un dentist american numit William Morton a început să utilizeze eterul pe pacienții săi încât anestezicele au devenit obișnuite în profesia medicală  . În 1847, cloroformul a fost introdus că anestezic de către James Young Simpson.   Cloroformul a fost favorizat de medici și de personalul spitalicesc, deoarece  era mult mai puțîn inflamabil decât eterul, dar criticii s-au plâns că ar putea cauza pacientului un atac de cord. Cloroformul a câștigat popularitate în Anglia și Germania, după ce John Snow i-a administrat  cloroflor  Reginei Victoria pentru nașterea celui de-al optulea copil (prințul Leopold).   Până în 1920, cloroformul a fost utilizat în 80-95% din toate narcozele efectuate în Marea Britanie și în țările vorbitoare de limbă germană .
Anestezicii au făcut posibilă practicarea stomatologiei fără durere. În același timp, consumul de zahăr în dietă britanică a crescut, crescând în mare măsură cazurile  cariilor dentare.  Că urmare, tot mai mulți oameni aveau dinți extrași și aveau nevoie de proteze. Acest lucru a dat naștere "dinților Waterloo", care erau adevărați dinți umani, așezați în bucăți de fildeș sculptate  din fildeș de hipopotam sau fălcile de marmor.  Dinții au fost obținuți de la infractori executați, victime ale câmpurilor de luptă, de la hoți de mormânt și chiar au fost cumpărați direct de la cei sărăciți.
De asemenea, medicină a beneficiat de introducerea antisepticelor de către Joseph Lister în 1867 sub formă de acid carbolic (fenol).   El a instruit personalul spitalului să poarte mănuși și să-și spele mâinile, instrumentele și pansamentele cu o soluție de fenol, iar în 1869 a inventat o mașînă care ar fi pulverizat acidul carbolic în   timpul intervenției chirurgicale.
Focarul de holeră de pe  Broad Street (sau  Golden Square) a fost o izbucnire severă a holerei care a avut loc în 1854 lângă Broad Street (acum Broadwick Street) din districtul Soho din Londra, Anglia. Acest focar, care a ucis 616 de persoane, este cel mai bine cunoscut pentru studiul medicului John Snow despre cauzele sale și despre ipoteza că apă contaminată, nu aerul, a fost sursă holerei . Această descoperire a ajuns să influențeze sănătatea publică și construirea de facilități sanitare îmbunătățite începând cu mijlocul secolului al XIX-lea. Ulterior, termenul "concentrare a infecției" ar fi folosit pentru a descrie site-uri, cum ar fi pompă Broad Street, în care condițiile erau prielnice pentru transmiterea unei infecții. Efortul lui John Snow de a găși cauza transmiterii holerei l-a determinat să participe în necunoștință de cauză la un experiment.
Odată cu răspândirea vaccinării pentru variolă, unele țări europene au introdus-o obligatoriu. Preocuparea cu privire la siguranța să a condus la opoziție și apoi la abrogarea legislației în unele cazuri.   Vaccinarea obligatorie pentru sugari a fost introdusă în Anglia prin Legea Vaccinării din 1853. Până în 1871, părinții  puteau fi amendați pentru neconformitate și apoi   închiși pentru neplată  . 
În Franța, Louis Pasteur,  biolog, microbiolog și chimist francez, era renumit pentru descoperirile sale despre principiile vaccinării anti-rabie și anti-antrax, fermentării microbiene și pasteurizării, fiind teoreticianul bacterologiei și fondatorul microbiologiei alături de Ferdinand Cohn și Robert Koch.
Robert Koch a   în 1882 a identificat organismele care provoacă tuberculoză, determinând campanii ample de sănătate publică. Dar cele mai agravante erau bolile tropicale, din ce în ce mai importante cu imperiul din ce în ce mai extins, care împingea tinerii britanici într-un climat necunoscut. În 1898, canadianul Robert Ross a dovedit rolul țânțarului în transmiterea malariei, iar în același an, războiul spaniol american a determinat noi cercetări privind febra galbenă.
Radiografia a fost descoperită în Germania în 1895. În câteva zile, știrile au surprins lumea.  În ianuarie 1896, prima radiografie a fost efectuată în scopuri clinice și au fost utilizate în curând pentru a diagnostica fracturile, a localiza corpurile străine și a trata o varietate de afecțiuni ale pielii.  
Cu toate acestea, femeile au rămas în mare parte nedorite în lumea medicală. Excepția la acest lucru era  îngrijirea medicală. Deși asistentele medicale erau active în spitale cu mult înainte de a apărea pe scenă,   Războiul din Crimeea   le-au oferit respectabilitate.  Asistența medicală s-a bucurat de o glorie reflectată și, odată cu predarea medicinei în instituții de învățământ, a devenit una dintre puținele ocupații pe care o fată de clasă mijlocie le-ar putea contempla.
Apariția asistenței medicale moderne a coincis cu schimbările în spitale. Au fost construite spitale noi. Acestea erau deseori mai specializate în orientare către categorii de  pacienți (de exemplu spitalele de copii) sau de regiuni ale corpului - cum ar fi oftalmologia sau chirurgia - sau boli, cum ar fi cancerul. Finanțarea a devenit o problemă crescândă, iar spitalele au început să ia pacienți mai bogați, care plătesc taxe, pentru a-i subvenționa pe  alții.

## Societatea

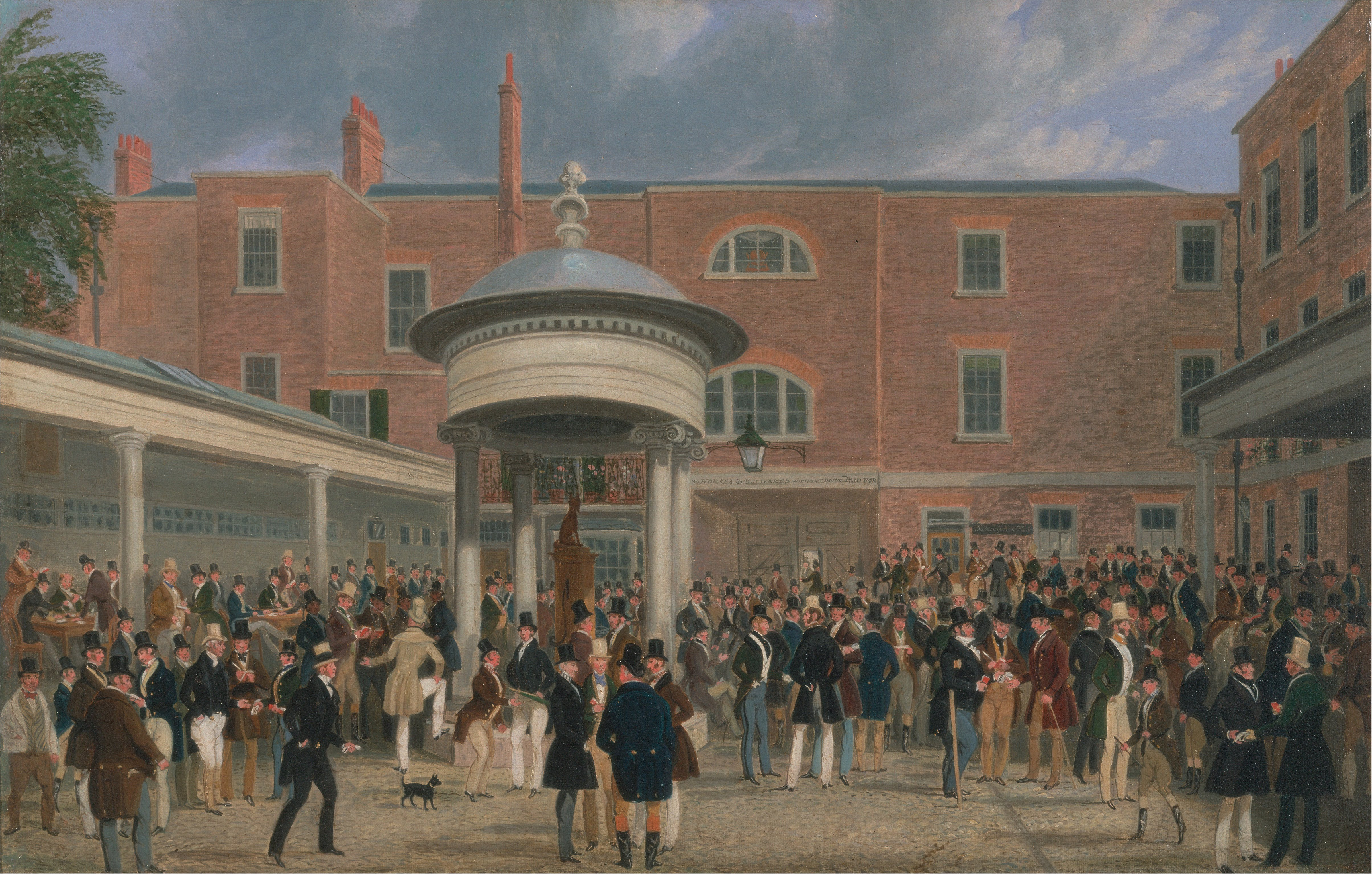
Inalta clasa sociala

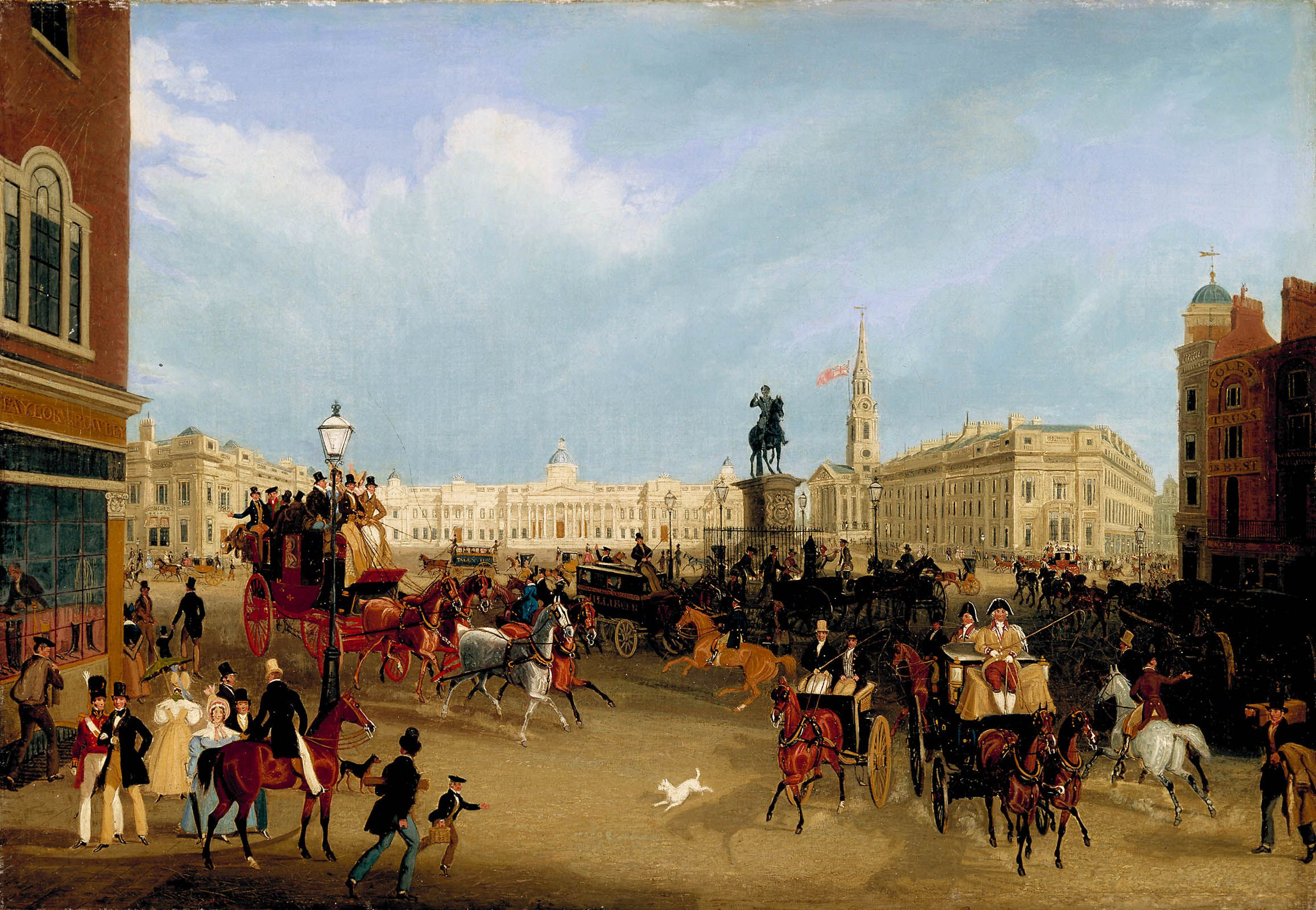
Piata Trafalgar

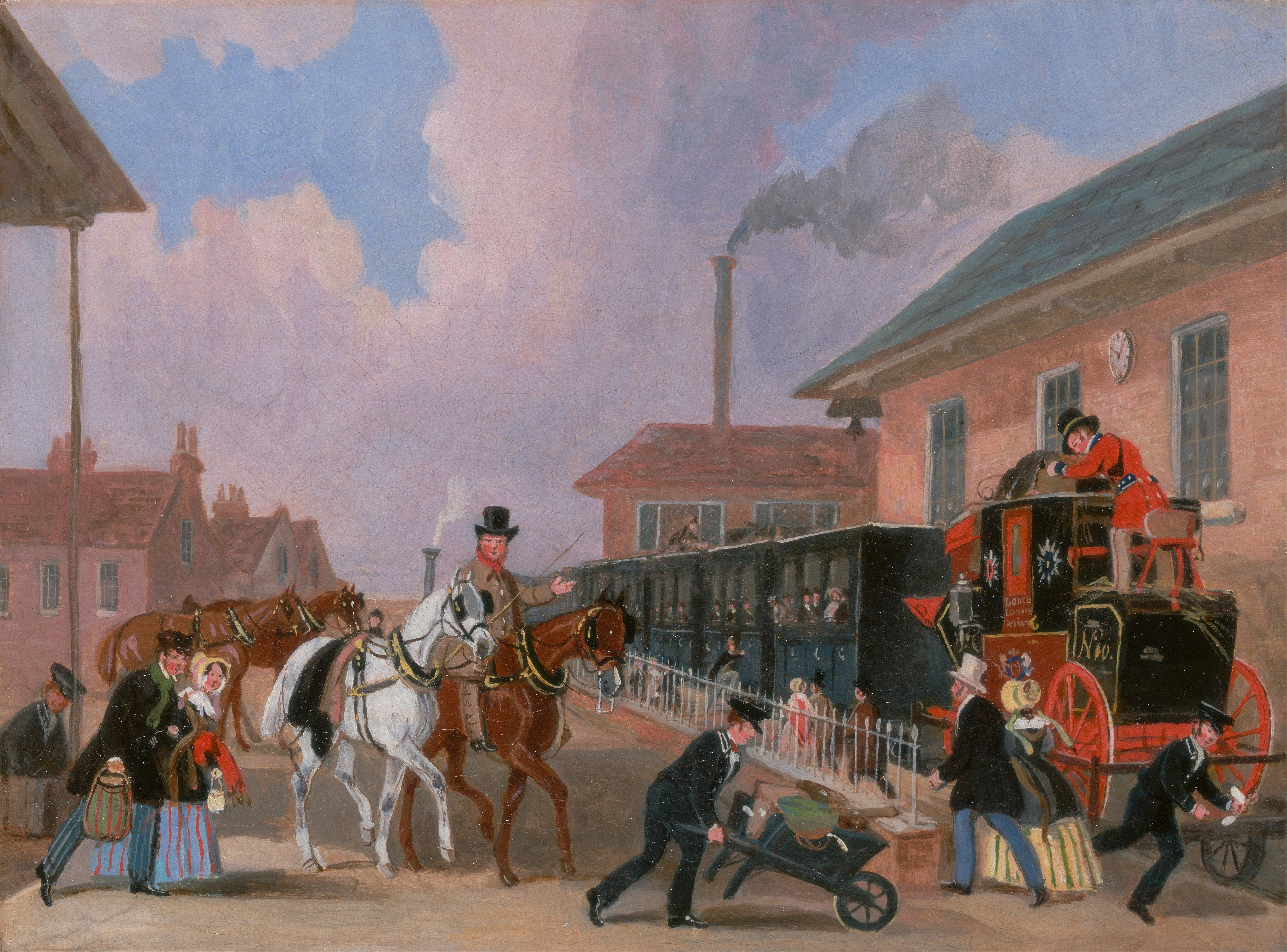
Viata cotidiana